# OV-chipkaart

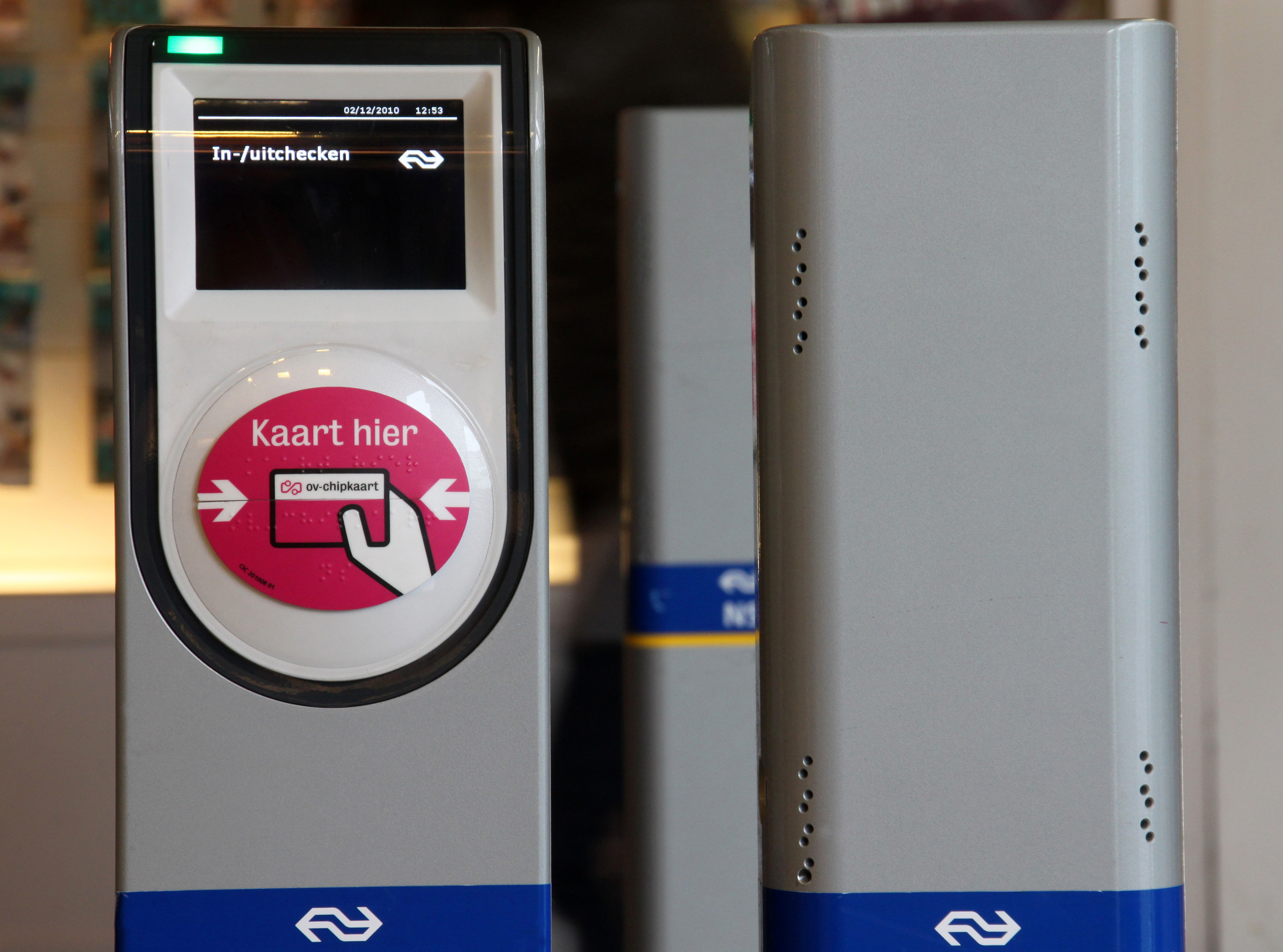
OV-chipkaart-Leser der NS

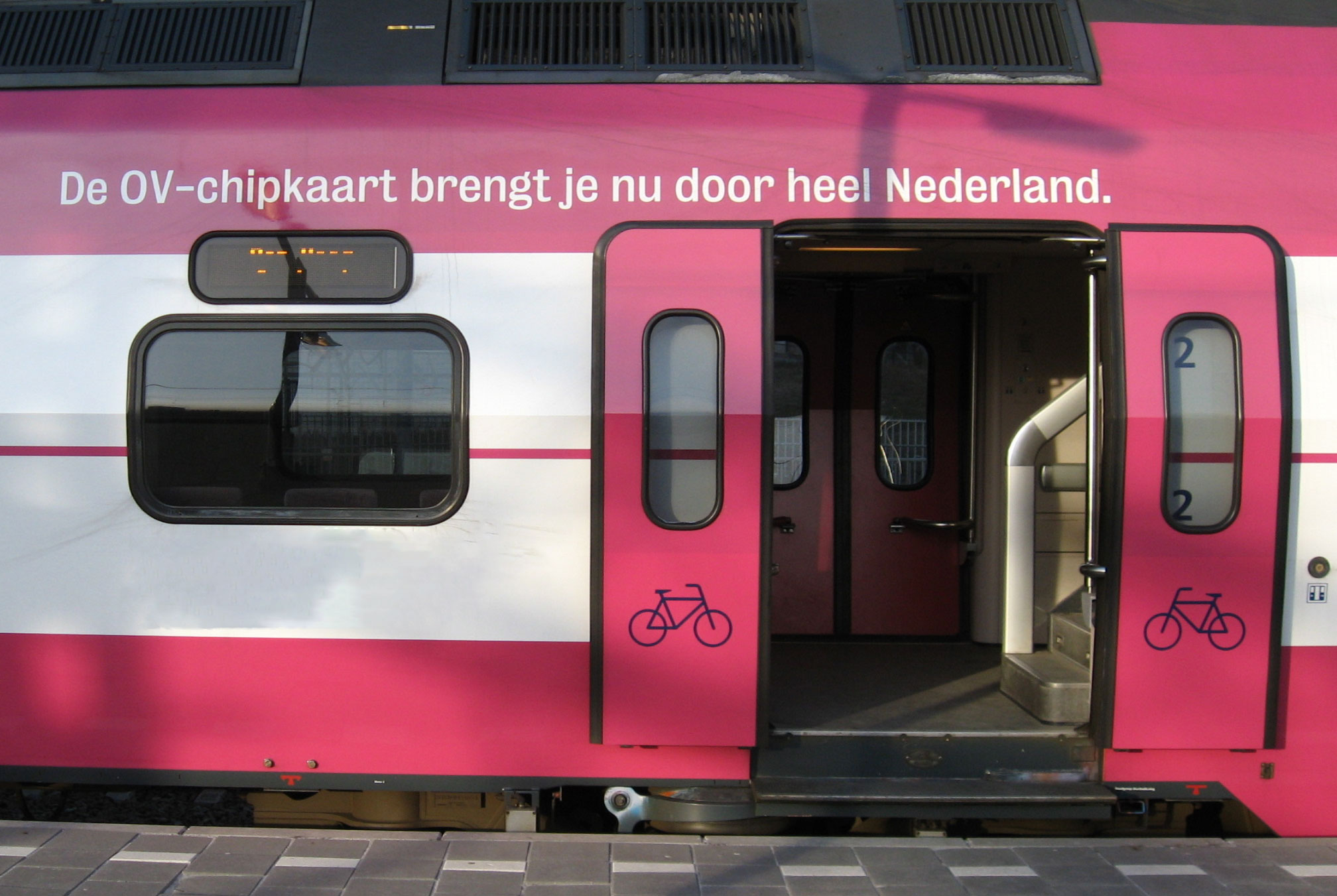
Zug mit einer Werbung für die OV-chipkaart

Die OV-chipkaart (OV steht für Openbaar Vervoer, deutsch Öffentlicher Verkehr) ist eine Karte für den elektronischen Zahlungsverkehr und die Regelung der Zugangsberechtigung für den öffentlichen Verkehr in den Niederlanden. An zugangsbeschränkten Bereichen in Zug- und Metrostationen dient die OV-chipkaart als Zugangsberechtigung für den temporären Aufenthalt in diesen Abschnitten.
Um die OV-Chipkarte als gültigen Fahrschein einsetzen zu können, muss jede Fahrt registriert werden. Dies geschieht am Start-, Ziel- oder Umsteigebahnhof durch Auslesen der Karte durch ein entsprechendes Kartenlesegerät des Verkehrsunternehmens, das die Beförderungsdienstleistung auf dem betreffenden Abschnitt erbringt. Dazu muss die Karte vor Fahrtantritt mit einem Saldo (in Euro) oder mit einem geeigneten Reiseprodukt, z. B. einem Abonnement, aufgeladen werden.
Kinder bis zu 4 Jahren benötigen eine solche Karte nicht.
Vorteil der OV-Chipkarte ist, dass sich der Reisende praktisch im gesamten Land mit einer Karte bewegen kann, ohne sich Gedanken über verschiedene Tarife und Zahlungswege machen zu müssen.
Das von Trans Link Systems (TLS) produzierte System der OV-chipkaart basiert zum größten Teil auf der in Hongkong eingesetzten Octopus-Karte. Ab 2005 begann nach einer Reihe von Versuchen die landesweite Einführung, die im Jahr 2012 flächendeckend abgeschlossen wurde. Schon in den Jahren 1980 bis 1989 begannen erste Versuche mit elektronischen Zahlsystemen im öffentlichen Verkehr der Niederlande, wie z. B. der Siemens-Magnetkarte und dem Tripperpas.

## Gültigkeit
Die OV-Chipkarte ist gültig in Stadt- und Überlandbussen, Zügen, Amsterdamer, Haager und Rotterdamer Straßenbahn, der Utrechter Stadtbahn, Amsterdamer und Rotterdamer Metro und auf den Fährschiffen Fast Flying Ferry, Veolia Transport Fast Ferries und Waterbus Rotterdam–Drechtsteden.
Ausnahmen:
- Auf den Inseln Vlieland, Terschelling, Ameland und Schiermonnikoog gilt ein E-Ticket-System. Die OV-Chipkarte ist hier nicht gültig. Landesweit gültige Abonnements, die auf die Karte geladen werden können, werden allerdings akzeptiert.
- Auf den meisten Buurtbus-Linien (Bürgerbus) ist die OV-Chipkarte, wie auch bei den früheren landesweit gültigen Sammelfahrscheinen (Nationale strippenkaart), noch nicht gültig. Hier muss nach wie vor gegen Bezahlung eines gesonderten Bürgerbustarifs ein Fahrschein in Papierform erworben werden. Auf einigen Bürgerbuslinien ist die OV-Chipkarte in zunehmendem Maße gültig. Zur Erkennung der Chipkarte kommen neben fest installierten Lesegeräten manchmal auch mobile Terminals zum Einsatz.
- In Regiotaxis, die zum öffentlichen Verkehr gezählt werden, kann die OV-Chipkarte ebenfalls nicht eingesetzt werden.
- In den meisten Nachtbussen wird die OV-Chipkarte nicht akzeptiert, hier müssen meist teurere Fahrscheine in Papierform gelöst werden.
- Grundsätzlich ist die OV-Chipkarte im öffentlichen Verkehr innerhalb der Landesgrenzen gültig.[3] Auf bestimmten Linien im Grenzverkehr, die entweder ausschließlich oder in Kooperation mit niederländischen Unternehmen betrieben werden, gelten eine Reihe von Ausnahmeregelungen. Siehe hierzu #Reisen außerhalb der Niederlande.

## Begriffserklärung
Nachfolgend eine alphabetische Übersicht der meistgebrauchten Begriffe zur OV-Chipkarte mit kurzer Erklärung. Begriffe, die einen Link darstellen, verweisen auf eine ausführlichere Erklärung.
| Bezeichnung                                          | Erklärung |
| ---------------------------------------------------- | --- |
| Anonyme OV-chipkaart                                 | OV-Chipkarte, die keine personenbezogenen Daten enthält und somit von mehreren Personen – nicht gleichzeitig – benutzt werden kann. |
| Anti-passback-Zeit                                   | Erzwungene Sperrzeit zwischen zwei aufeinanderfolgenden Vorhaltevorgängen als Schutz gegen Mehrfachaktionen: Da die Lesegeräte technisch sowohl einen Anmelde- als auch Abmeldevorgang durchführen können (weiter unten als Einchecken und Auschecken erläutert), wäre es möglich, dass ein Fahrgast, der seine Reise beginnt und sich anmelden will, sich durch unbeabsichtigtes wiederholtes Vorhalten der Karte sofort wieder abmeldet. |
| Automatisches Aufladen                               | Diese Funktion führt ein automatisches Aufladen des Saldos durch, sobald das Guthaben unter eine bestimmte Grenze fällt. Das automatische Aufladen ist nur mit einer personenbezogenen OV-Chipkarte möglich und muss gesondert freigeschaltet werden. |
| Basistarif                                           | Der Basistarif ist ein landesweit einheitlicher Betrag in Euro, der in allen Verkehrsbetrieben – ausgenommen Züge der Nederlandse Spoorwegen und Arriva-Züge auf den nördlichen Nebenlinien unabhängig von der Länge des Reisewegs zusätzlich zum Kilometertarif berechnet wird, um den öffentlichen Verkehr nutzen zu dürfen. 2013 betrug dieser Saldo 0,86 Euro. Im Fall einer Altersermäßigung (Kinder zwischen 4 und 11 Jahren sowie Senioren über 65 Jahre) wird dieser Tarif um 34 % reduziert. Erfolgt während einer angetretenen Reise ein Umstieg spätestens 35 Minuten nach Beendigung der vorhergegangenen Fahrt, wird der Basistarif nicht erneut in Rechnung gestellt.                                                        |
| Degressiver Tarif                                    | Ein gesondertes Tarifsystem der Unternehmen NS und Arriva. Umsteigen zwischen zwei Unternehmen bzw. Umwege sind relativ teuer. |
| Einchecken                                           | Zum Anmelden (sogenanntes Einchecken; Transkription aus dem englischen Check-In; niederländisch Inchecken) wird die OV-Chipkarte vor das Kartenlesegerät gehalten, so dass dem System sowohl Startpunkt als auch Startzeit bekannt ist. Der Kartenleser kann sich in einer Zugangskontrolle (z. B. automatische Personensperren in einigen Bahnhöfen und Metrostationen), an einer eigens installierten Stele auf dem Bahnsteig oder im Falle des Busverkehrs direkt im Fahrzeug befinden. |
| Einstiegstarif                                       | Eine Kaution, die beim Anmelden (Einchecken) zu Beginn der Fahrt automatisch von der Karte abgebucht wird (ausgenommen Abonnements, die stets und überall gültig sind). Die Kaution wird beim Abmelden (Auschecken) zum Ende der Fahrt mit dem tatsächlichen Fahrpreis verrechnet. Die Höhe der Kaution richtet sich nach der Beförderungsart (Bus, Bahn etc.) |
| Kartenpreis (Kaartbijdrage)                          | Der Betrag, der einmalig beim Erwerb einer neuen OV-Chipkarte zu zahlen ist, zurzeit normalerweise 7,50 €. Durch Aktionsangebote kann der Preis variieren. |
| Kartenleser (Kaartlezer)                             | Gerät, an dem der An- und Abmeldevorgang (in- en uitchecken) durchgeführt wird, erkennbar am rosafarbenen OV-Chipkarten-Logo. |
| Kilometertarif                                       | Bei Reisen per Guthaben (im Gegensatz zu Abonnements) wird (neben dem Basistarif) ein Preis pro zurückgelegtem Kilometer berechnet. Beträgt die Distanz einer Reise z. B. 10 Kilometer, so wird 10-mal der Preis pro Kilometer abgerechnet. Bei Altersermäßigung für Kinder von 4 bis 11 Jahren oder Senioren älter als 65 Jahren wird dieser Tarif wiederum um 34 % ermäßigt. Der Kilometertarif ist nicht landeseinheitlich, sondern variiert sowohl nach Region als auch nach Reiseweg. NS und Arriva verwenden ein anderes Tarifsystem. |
| Abhol/Aufladegerät (Ophaal- en/of oplaadautomaat)    | Automat, an dem man entweder auf direktem Weg ein Guthaben oder ein bestimmtes Reiseprodukt auf die Karte laden kann oder ein vorbestelltes Reiseprodukt abholen und auf die Karte laden kann. Insbesondere in Bussen besitzen viele Geräte allein die Abholfunktion. |
| Aufladen (Opladen)                                   | Ein Reiseprodukt oder Barguthaben auf die OV-Chipkarte laden. Dies geschieht über ein Aufladegerät, Abholgerät oder den Fahrkartenschalter eines Verkehrsunternehmens. |
| OV-Chipkarte                                         | Eine Karte aus Kunststoff oder Karton mit einem RFID-chip im Standard-ISO 7810-Format. |
| OV-Chipkarten-System                                 | Die hinter der OV-Chipkarte stehende Technologie und der Betrieb in Form von Hard- und Software sowie Regelwerk. |
| Umsteigen (Overstappen)                              | Umstieg in ein anderes Fahrzeug des öffentlichen Verkehrs während einer Fahrt. Für den Umstieg mit der OV-Chipkarte gelten gesonderte Regeln. |
| Passagerecht                                         | Das Passagerecht, im Deutschen am besten mit Passierschein bezeichnet, ermöglicht dem Besitzer einer OV-Chipkarte zugangsbeschränkte Bereiche z. B. eines Bahnhofes aufzusuchen, ohne selbst eine Reise anzutreten. Es kann genutzt werden, um eine andere Person zum Reiseantritt zu begleiten oder bei der Ankunft abzuholen, um einzukaufen oder Hotels bzw. Gastronomieeinrichtungen zu besuchen oder einen anderen Bahnsteig aufzusuchen bzw. den Bahnhof durchqueren zu können. Es ist vergleichbar mit einer Bahnsteigkarte, ohne jedoch, dass bei korrekter Nutzung Kosten anfallen. |
| Persönliche OV-chipkaart (Persoonlijke OV-chipkaart) | Diese Form der Chipkarte ist mit Namen und Passfoto versehen und kann allein vom Karteninhaber genutzt werden. Geeignet für personengebundene Vergünstigungen wie z. B. Preissenkungen (Automatisches Aufladen mit Altersermäßigung). |
| Reiseprodukt                                         | Ein bestimmtes Angebot für den öffentlichen Verkehr, z. B. ein Monatsabonnement, also einer elektronisch aufgeladenen Fahrkarte. |
| Reisen per Guthaben                                  | Bezahlung der Reise durch vor Antritt der Fahrt auf die Chipkarte geladenes Bargeldguthaben. |
| Reisen per Guthaben bei der NS                       | In Bus, Straßenbahn und Metro kann man die gewünschte Fahrt sofort nach Aufladen der Karte mit dem erforderlichen Mindestsaldo als Barguthaben antreten. Dies ist in Zügen der NS jedoch nicht möglich. Vielmehr muss hier das der Reise entsprechende Reiseprodukt auf der Internetseite der Nederlandse Spoorwegen bestellt werden. Beim Aufladen des Reiseprodukts an einem Abholautomat kann man zwischen 1. und 2. Klasse wählen. Die Wagenklasse kann nachträglich an einem NS-Fahrkartenautomat geändert werden. Nach dem Einchecken kann die Wagenklasse nicht mehr gewechselt werden. Ein dauerhafter Klassenwechsel (z. B. für eine bestimmte tägliche Stammstrecke zur Arbeit) kann über die NS-Internetseite beantragt werden. |
| Transaktionsübersicht                                | Die Transaktionsübersicht listet die getätigten Fahrten komplett oder teilweise auf, ebenso das aktuelle Saldo und die bereits auf die Karte gebuchten Reiseprodukte. |
| Auschecken (Uitchecken)                              | Bei Beenden der Fahrt wird die OV-chipkaart wieder an ein Kartenlesegerät gehalten, so dass dem System der Endpunkt der Reise mitgeteilt wird. Die Kartenleser befinden sich an den Personenschleusen, auf Bahnsteigen an einer Stele oder, insbesondere in Bussen, im Fahrzeug. |
| Einwegkarte (Wegwerpkaart)                           | Diese Karte ist nur bei einem Verkehrsunternehmen – in der Regel nur für eine kurze Zeit – gültig. Diese Art von OV-chipkaart ist im Wesentlichen im Raum Amsterdam und Rotterdam in Gebrauch, um insbesondere Touristen und Gelegenheitsreisenden die Benutzung des Systems zu ermöglichen. |

## Chip in der OV-chipkaart

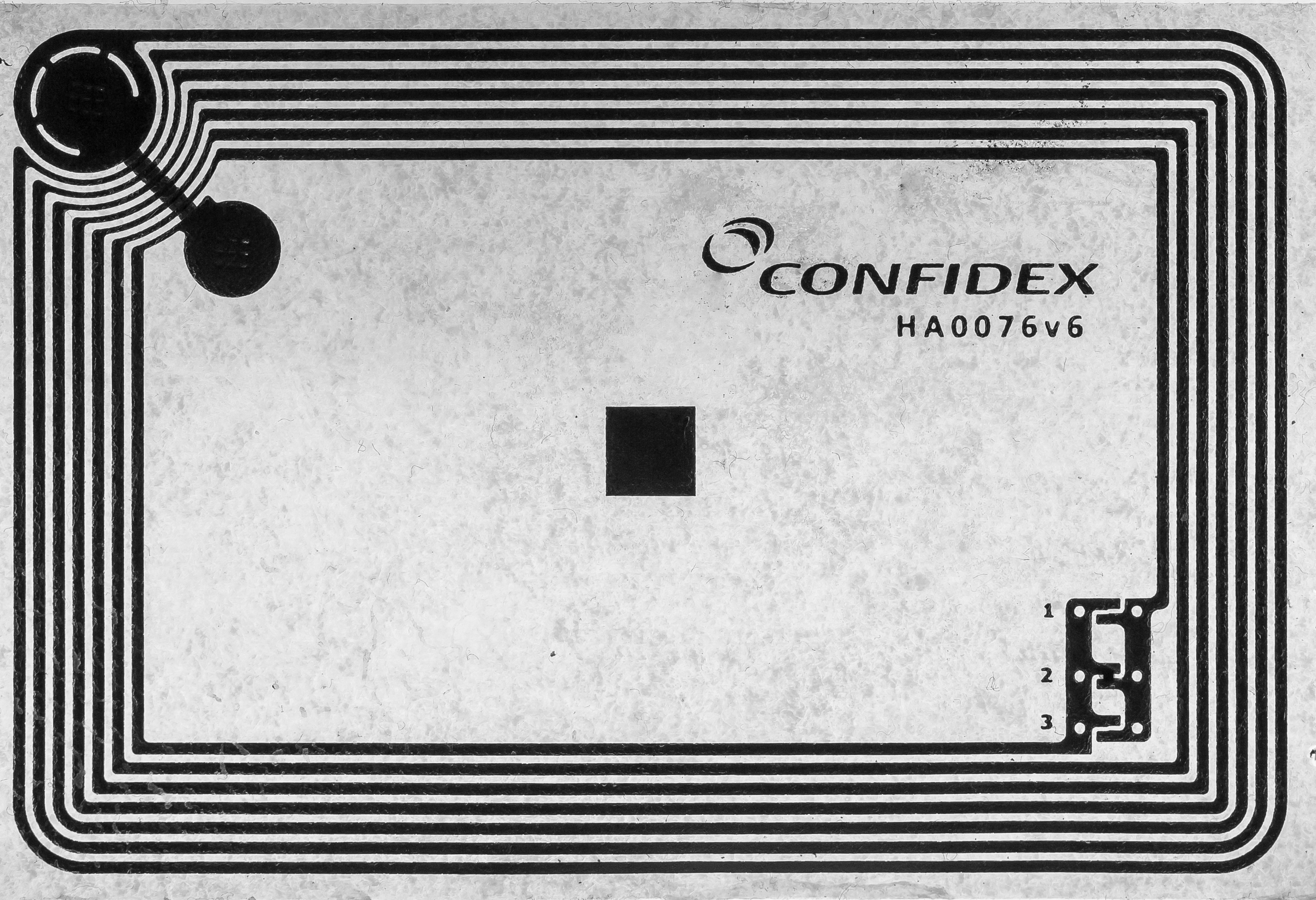
Das Innere einer OV-chipkaart im Durchlicht. Außen: Antenne, unten rechts: der Chip

Die OV-chipkaart enthält einen RFID-Chip, der in einem Abstand von etwa 10 cm beschrieben und gelesen werden kann. Zwischen den Kartenlesern der verschiedenen Verkehrsbetriebe bestehen allerdings Unterschiede, infolgedessen muss die Karte bei einigen Automaten wesentlich dichter geführt werden, unter anderem bei den gelben Geräten in den Bussen von Arriva, Veolia und Syntus.
Der Chip in der Karte ist relativ empfindlich, es empfiehlt sich daher ein vorsichtiger Umgang. Sofern sich nicht viele weitere Karten und insbesondere keine weitere OV-chipkaart in einem Portemonnaie befinden, ist der Chip meistens leistungsfähig genug, um ohne Entnahme gelesen und beschrieben werden zu können. Die Karte sollte jedoch nicht ungeschützt in der Hosentasche mitgeführt werden. Es sind schon ähnlich einer Handytasche spezielle Gürtelbefestigungen für die Chipkarte verfügbar, die Schutz vor Beschädigung und Diebstahl bieten. Dem Fahrgast werden zusätzliche Reisekosten durch eine deutlich beschädigte Chipkarte oft nicht ersetzt (wenn ein Abonnement auf die Karte gebucht ist). Wöchentlich gehen etwa 1500 Anfragen auf Ersatz der Chipkarte ein. Gründe sind meist Adresswechsel z. B. durch Umzug, eine verlorene oder gestohlene Karte oder sichtbare und unsichtbare Defekte.
Auch zeigen einige als defekt eingesandte Chipkarten keinen Schaden, da sie zum Zeitpunkt eines Aufladevorgangs schon durch bereits vorher aufgetretene Zahlungsrückstände gesperrt wurden, zudem kann die Karte ein negatives Guthaben haben, oder der Fahrgast hat in einer bestimmten Region wiederholt vergessen auszuchecken.

## Kartenvarianten

### Anonyme OV-chipkaart (Anonieme OV-chipkaart)
- nicht personengebunden, enthält daher keine personenbezogenen Daten
- nicht personengebunden, kann von einer beliebigen Person benutzt werden
- keine Fahrt für mehrere Personen zugleich
- Verkauf an Fahrkartenschaltern der Verkehrsunternehmen (z. B., aber nicht nur, in Bahnhöfen), teilweise im Tabak- und Schreibwarenhandel oder in Supermärkten sowie teilweise im Fahrzeug. Jedes Verkehrsunternehmen kann Chipkarten mit eigenem Aufdruck herausgeben; die Standardchipkarte ist blau
- kann nur mit nicht personengebundenen Produkten aufgeladen werden (z. B. Einzel- oder Mehrfahrtentickets, Tageskarten)
- teilweise muss eine höhere Kaution beim Einchecken entrichtet werden (siehe auch Einstiegstarif/Kaution) und ist
- vier bis fünf Jahre gültig, nach Ablauf muss die Karte ersetzt werden; da die Karte anonymisiert ist, kann diesbezüglich kein Hinweis versandt werden.

### Persönliche OV-chipkaart (Persoonlijke OV-chipkaart)
- jede beteiligte Instanz (z. B. Verkehrsunternehmen oder die Provinzverwaltung) gibt personengebundene Karten mit eigenem Aufdruck heraus; die persönliche Standardchipkarte ist gelb
- Karte mit Namen, Geburtsdatum und Passfoto, dadurch personengebunden
- geeignet für personengebundene und -ungebundene Abonnements und Vergünstigungen
- Online-Übersicht über getätigte Reisen und deren Kosten („Mijn ov-chipkaart“ und „Mijn NS“)
- Sperrung bei Verlust oder Diebstahl
- kostenpflichtige Bestellung über Verkehrsunternehmen oder die OV-chipkaart-Webseite,
- auch verfügbar für Personen mit Wohnsitz in Belgien, Deutschland und Luxemburg (nur über die OV-chipkaart-Internetseite, Bezahlung nur mit iDeal, PayPal oder Kreditkarte)
- die genannten Länder bieten einen national erreichbaren Telefonkontakt[7]
- Karte wird postalisch an die Wohnsitzadresse versandt.
- fünf Jahre gültig, ungefähr sechs Wochen vor Ablauf der Gültigkeit erhält der Inhaber eine Benachrichtigung per Post, auf welchem Wege eine neue Karte bestellt werden kann. Für die neue Karte ist ein aktualisiertes (digitales) Passbild notwendig. Reiseprodukte werden auf die neue Karte übertragen, Barguthaben wird gegen Verwaltungsgebühr auf das Bankkonto des Inhabers zurückerstattet.
- die Anschaffungskosten betragen 7,50 Euro. Die Kosten für Ersatz vor Ablauf der Gültigkeit (z. B. bei Verlust, Diebstahl, sichtbarem Defekt oder Änderung personenbezogener Daten) betragen 11 Euro.[8]

### Einwegkarte (Wegwerpkaart)

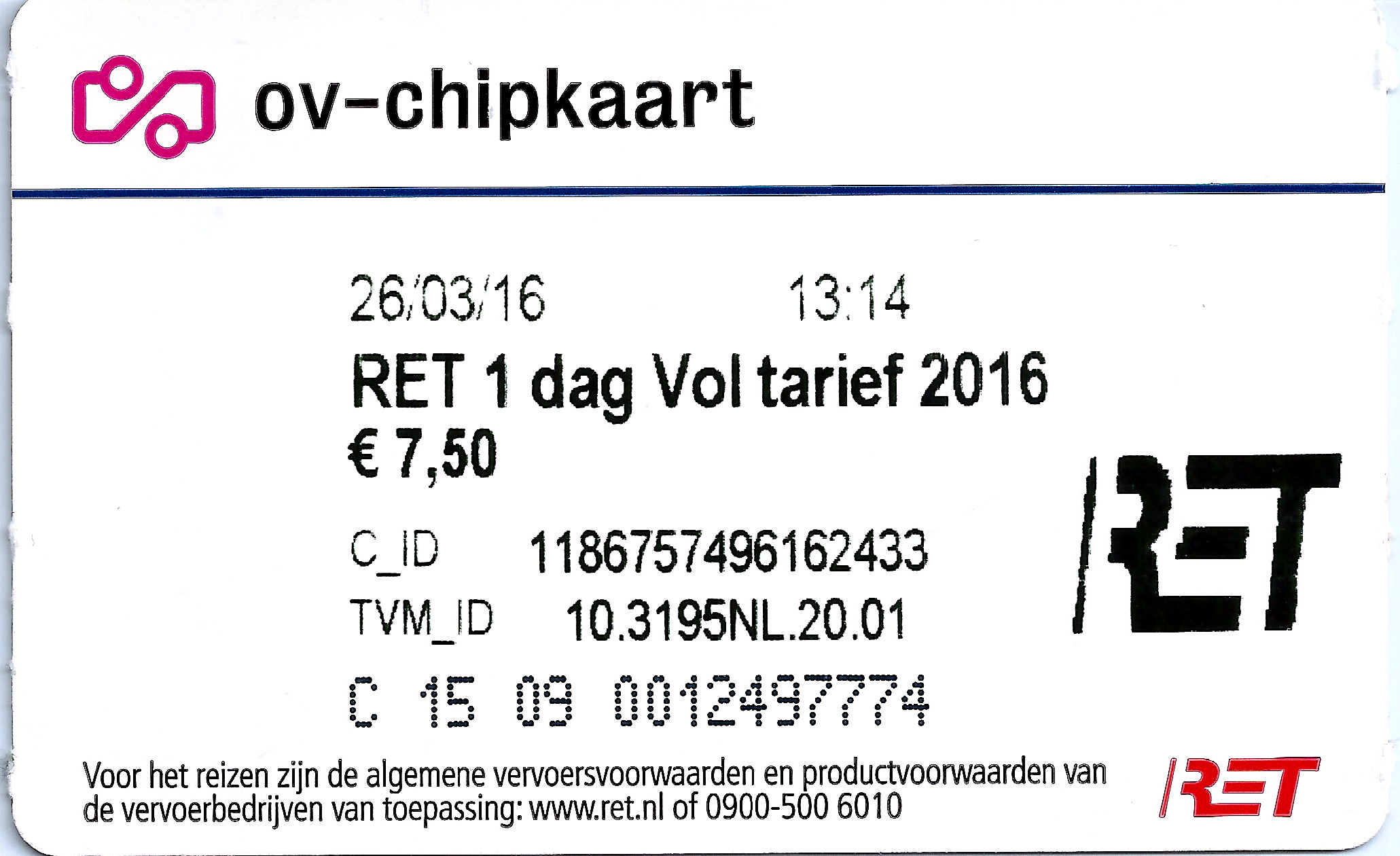
Tagesticket der RET als Einwegkarte, 2016

Neben den oben genannten Karten ist in bestimmten Regionen auch eine Einwegkarte in Papierform/Karton erhältlich. Diese Karte hat eine voreingestellte Gültigkeit (z. B. eine Fahrt ohne Umsteigen, über einen stunden- oder tageweise festen Zeitraum gültig). Die Produkte, die diese Einwegkarten enthalten, können in der Regel auf die anonyme oder persönliche Chipkarte geladen werden.
Die Einweg-Chipkarte wird momentan insbesondere im Stadtverkehr Rotterdam (RET) und Amsterdam (Gemeentevervoerbedrijf) eingesetzt. Auch die Dal Vrij Dagkaart der NS (eine Tagesnetzkarte gültig nur außerhalb der Hauptverkehrszeit (Dal) von 9:00 bis 16:00 Uhr und 18:30 bis 6:30 Uhr) ist im Rahmen einer Aktion als Einwegkarte erhältlich gewesen. Weiterhin werden diese bei bestimmten einmaligen Anlässen oder auf Ersatzstrecken bei Gleisbauarbeiten ausgegeben.
Die Einwegkarte ist oft teurer als das Reisen per Guthaben. So muss beispielsweise für eine Kurzstrecke eine Fahrkarte für ein oder zwei Stunden erworben werden. Bei längeren Strecken kann dies hingegen wiederum von Vorteil sein, ebenso wie der Kauf einer Tageskarte, da die OV-chipkaart im Gegensatz zur Oyster Card keine tägliche Kostendeckelung kennt.

### Gruppen-Schlüsselkarte (Sleutelkaart gezelschap)
Bei der RET in Rotterdam ist für Gruppen gegen eine Kaution von 25 Euro eine sogenannte groepssleutelkaart („Gruppen-Schlüsselkarte“) erhältlich. Mit dieser Karte können die Personensperren an den entsprechenden Haltestellen (U-Bahn-Stationen) freigegeben werden. Die Schlüsselkarte ist kein Fahrschein, hierfür ist eine gesonderte Gruppenkarte in Papierform nötig.

#### Altersermäßigung
Anhand des Geburtsdatums ermöglicht die persönliche OV-chipkaart die Inanspruchnahme von Preisermäßigungen aufgrund des Alters des Inhabers, sofern die Voraussetzungen vorliegen. Dafür ist in der Regel keine Buchung eines Reiseproduktes notwendig.
- Kinder bis einschließlich 3 Jahre reisen kostenlos.
- Kinder vom vollendeten 4. bis einschließlich 11. Lebensjahr reisen zu 34 % ermäßigt in Bussen, bei der Straßenbahn (Tram) und der Metro (U-Bahn) sowie zu 40 % ermäßigt in Eisenbahnzügen. Bei Reisen in der Eisenbahn zusammen mit einem Erwachsenen empfiehlt sich die Nutzung des kostenlosen Angebots Kids Vrij.[10]
- Senioren über 65 Jahre (65-plussers): 34 % Ermäßigung in Bus, Tram und Metro. Bei Erreichen des 65. Lebensjahres wird bei der persönlichen Karte die Ermäßigung automatisch als Reiseprodukt aktiviert, weitere Schritte seitens des Inhabers sind nicht notwendig.

Altersbedingte Preisermäßigungen sind nur mit einer persönlichen Karte erhältlich, die anonyme Chipkarte berechtigt hierzu nicht mehr (wie früher noch in Form einer rosafarbene Streifenkarte). Dies führt zu Problemen für Gelegenheitsreisende und für Fahrgästen aus dem Ausland, die prinzipiell ein Anrecht auf Altersermäßigung hätten, aber keine persönliche Chipkarte besitzen. Auch ist die Chipkarte nicht für Touristen erhältlich, sofern diese keinen Wohnsitz in Belgien, Deutschland oder Luxemburg haben. Das Thema wurde am 16. März 2011 zwischen den Regierungsparteien GroenLinks und VVD erörtert. Die Parteien setzen sich dafür ein, eine zusätzliche nicht personengebundene „rosa Chipkarte“ für Senioren einzuführen. Der niederländische Fahrgastverband Rover forderte darüber hinaus auch, die rosa Chipkarte auch für Kinder einzuführen. Hierzu muss angemerkt werden, dass in niederländischen Zügen ein Unterschied zwischen alleinreisenden Kindern und Kindern in Begleitung gemacht wird, die mit einer Railrunner-Karte günstig mitgenommen werden können.

#### Automatisches Aufladen (Automatisch opladen)
Einer der Vorteile der persönlichen Chipkarte ist die Möglichkeit der Aktivierung des automatischen Aufladens:
- Die Funktion kann über den Webshop bestellt werden und am Abholautomat auf die Karte geladen werden.
- Die Funktion ist nur in Verbindung mit einem niederländischen Bankkonto möglich.
- Saldo wird automatisch aufgeladen, sobald
  - das Guthaben beim Einchecken (unter Abzug des geltenden Einstiegstarifs) weniger als 5 Euro beträgt,
  - das Guthaben geringer ist als der Einstiegstarif. Beim ersten Eincheckversuch, der misslingt, wird das automatische Aufladen abgerufen. Beim zweiten Eincheckversuch ist das Guthaben automatisch geladen. In Fahrzeugen, deren Lesegeräte noch keine direkte Verbindung mit der Zentrale haben (z. B. in einigen Straßenbahnwagen), ist dies noch nicht möglich.
  - Wenn der Fahrpreis der Reise beim Auschecken auch den Einstiegstarif auf der Karte verbrauchen würde.
- Der aufgeladene Betrag wird per Bankeinzug vom mit der Karte verbundenen Bankkonto abgebucht. Missglückt der Abbuchungsvorgang, wird dem Karteninhaber eine Zahlungserinnerung zugestellt, eventuell eine zweite Zahlungserinnerung. Reagiert der Karteninhaber nicht auf die Aufforderung, wird ein Inkassobüro eingeschaltet und die Karte gesperrt. Sobald der Zahlungsrückstand ausgeglichen wird, kann die Karte an einem Aufladegerät freigeschaltet werden. Die Karte wird im Falle eines Zahlungsrückstands von mehr als 60 Euro sofort gesperrt.
- Aufladebeträge sind je nach Region, Verkehrsunternehmen und Reisevorhaben 10, 20 oder 50 Euro pro Aufladevorgang.

Beispiele für das automatische Aufladen
- Der Einstiegstarif Bus beträgt 4 Euro. Das Guthaben auf der Karte beträgt 8 Euro. Nach dem Einchecken ist das Guthaben kleiner als 5 Euro und der automatische Aufladevorgang wird gestartet.
- Der Einstiegstarif für Vollzahler beträgt 20 Euro. Das Guthaben auf der Karte beträgt 15 Euro. In diesem Fall kann nicht eingecheckt werden, da das Guthaben kleiner ist als der Einstiegstarif. Wird die Karte vor das Lesegerät gehalten, meldet das Gerät „onvoldoene saldo“ (unzureichendes Guthaben), gleichzeitig wird jedoch der Aufladevorgang gestartet und das Guthaben entsprechend aufgefüllt. Hält man die Karte wiederholt vor das Lesegerät, wird das Einchecken funktionieren.

Das automatische Aufladen hat den Nachteil, dass ein Schutz gegen mit Kosten verbundenen eigenen Fehler im Umgang mit dem System nicht gegeben ist. Ein Vorteil ist, dass das Risiko eines zu geringen Guthabens wegfällt.

#### Anschaffungskosten
Gelegentliches Reisen mit der OV-chipkaart ist durch die Anschaffungs- und eventuellen Ersatzkosten relativ teuer. In anderen europäischen Ländern, z. B. in England und der Schweiz, sowie in weiteren Ländern, z. B. Singapur und Japan, ist die elektronische Karte kostenlos oder der Kaufpreis wird bei Rückgabe erstattet.
Zum Zeitraum der Einführung der Karte existierten in einigen Gebieten Angebote einer kostenlosen Chipkarte bzw. Karten zu einem günstigeren Preis. Beim Kauf eines landesweiten Bahnabonnements erhält man, sofern gewünscht, die OV-chipkaart ohne Aufpreis dazu.

#### Datenschutz
Im Falle der persönlichen Chipkarte werden alle getätigten Reisen systematisch registriert und können mit dem Karteninhaber in Verbindung gebracht werden. Zwar werden Transaktionsdaten und Personendaten in getrennten Datenbanken abgelegt, diese können aber durch autorisierte Behörden im Bedarfsfall abgeglichen werden. Dies stellt für die meisten Menschen keine grundsätzlich neue Situation dar, auch über Mobiltelefone können Reisewege über die steten Wechsel der Basisstationen theoretisch verfolgt werden. Gleichwohl sind die Daten des Mobiltelefons nur den Telekommunikationsunternehmen und nicht den Verkehrsunternehmen zugänglich, zudem besteht die Möglichkeit, ein Mobiltelefon für die Dauer der Reise auszuschalten. Die relativ seltene Inanspruchnahme dieser Möglichkeiten zeigt aber, dass für den durchschnittlichen Fahrgast diese datenschutzrechtlichen Belange keine besonderen Probleme bereiten.
Wünscht ein Fahrgast eine bestimmte Reise unter vollständiger Wahrung des Datenschutzes zurückzulegen, kann hierfür die anonyme Chipkarte genutzt werden, deren Saldo per Bargeldeinzahlung aufgefüllt wurde. Die Bargeldeinzahlung ist allerdings nur eingeschränkt möglich, insbesondere akzeptieren inzwischen nur noch wenige Fahrkartenautomaten, so z. B. bei der NS, Bargeld. Bezahlt man das Guthaben der Chipkarte an einem Schalter in bar, wird ein Bedienzuschlag von 0,50 Euro fällig.
Um eine Fahrt anzutreten, muss ein Reiseprodukt oder ein entsprechendes Guthaben auf die Karte übertragen werden. Nicht jede Verkaufsstelle hält aber gleichzeitig auch eine Aufladestation vor. Wurde die Karte bei der NS erworben, ist das Produkt Reizen op saldo („Reisen auf Guthaben“) bereits auf der Karte vorhanden. Der Datenschutz wird aufgehoben, sobald man eine Erstattung von zu viel abgebuchtem Guthaben bzw. die Wiederherstellung des Guthabens auf der Karte beantragt.

## Aufladen (Opladen)

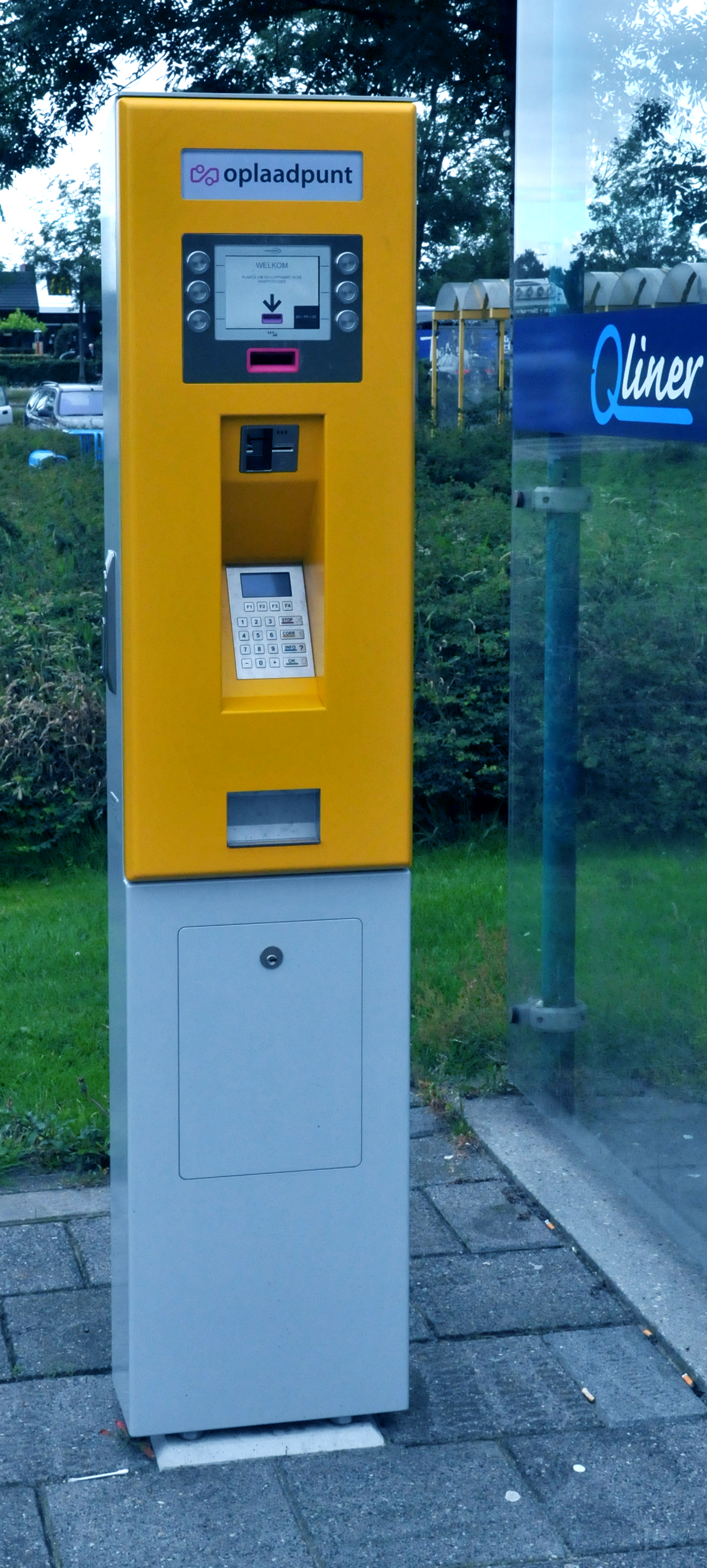
Ladestation (Oplaadpunt)

Die Chipkarte ist zum Zeitpunkt der Anschaffung in der Regel leer und muss mit Bargeldguthaben oder einem Reiseprodukt aufgeladen werden, um eine Fahrt antreten zu können.
Das Aufladen kann erfolgen durch:
- Bestellen und Bezahlen via Internet mittels iDEAL: Das bestellte Kontingent wird an einem entsprechenden Abholautomat auf die Karte übertragen.
- Bestellen und Bezahlen an einem Aufladeautomat (gilt lediglich für eine Auswahl der angebotenen Tarife und Produkte): Der Bezahlvorgang erfolgt an vielen Automaten ausschließlich mit Bank- oder Kreditkarte. Die Automaten von der RET Rotterdam und der NS akzeptieren teilweise Münzgeld, die der GVB Amsterdam auch Scheine.
- Kauf des Kontingents am Fahrkartenschalter eines Verkehrsunternehmens (wie z. B. Arriva store oder NS Ticketservice). Zahlung mit Bargeld, Bankkarte oder Kreditkarte möglich.

Die Karte kann mit folgenden Kontingenten versehen werden:
- Saldo (Bargeldguthaben): Im Webshop können Aufladebeträge von 10 und 20 Euro ausgewählt werden, an Aufladegeräten der meisten Hersteller 10, 15, 20 oder 25 Euro abhängig vom aktuellen Saldo. Das maximal mögliche Saldo beträgt 150 Euro.[15] Weiterhin steht die Möglichkeit des automatischen Nachladens für die persönliche Chipkarte zur Verfügung.
- Produkt: Ein Reiseprodukt ist zum Beispiel ein (ermäßigtes) Abonnement, eine Tageskarte oder Zusatzkarte (z. B. für Hunde, Fahrräder oder Gruppenermäßigungen). Einige Reiseprodukte sind nur via Internet erhältlich, andere wiederum allein beim Verkehrsunternehmen selbst. Eine Karte kann mehrere Reiseprodukte enthalten, sofern diese nicht in Konflikt zueinander stehen.

Bestellungen können online durchgeführt werden über:
- OV-chipkaart.nl: Saldo und die meisten Reiseprodukte
- NS.nl: Alle landesweit gültigen Bahnreise-Abonnements
- Dienst Uitvoering Onderwijs: Abonnement für Studenten (studentenreisproduct)

Über die Internetsite OV-chipkaart.nl und NS.nl können sowohl Bestellungen für die eigene OV-chipkaart als auch für alle anderen Chipkarten, persönliche wie anonyme, getätigt werden. Dazu ist lediglich die Angabe der Kartennummer notwendig. Die Bestellung kann online verfolgt und gegebenenfalls annulliert werden.
Bestellungen für die eigene OV-chipkaart können zusätzlich durch das Anlegen eines eigenen Kontos vereinfacht werden. Nach Registrieren und Einloggen in Mijn OV-chipkaart oder Mijn NS sind die Kartendaten und eine Liste der getätigten Bestellvorgänge sichtbar. Zusätzlich kann die Transaktionsübersicht aktiviert werden, die die Daten und Aktionen der durchgeführten Fahrten auflistet.
Die Bestellung wird in der National Action List (NAL), dem Zentralrechner des OV-Chipkartensystems, erfasst und bearbeitet. Über alle Abholautomaten in den Niederlanden kann die Bestellung unmittelbar danach auf die Karte übertragen werden. Die Abholgeräte befinden sich in zahlreichen Bussen, in Bahnhöfen mittels der Fahrkartenautomaten, im Bahnhofs-Einzelhandel, in Supermärkten, in Tabakläden und in Drogerien. Ausgenommen hiervon sind Fahrkartenautomaten des Unternehmens Arriva in Bahnhöfen. Diese sind nur für Produkte des Unternehmens vorgesehen. Automaten in den Bussen sind nur zugänglich, wenn mit dem Bus eine Fahrt angetreten wird.
Ungenutztes Saldo zurückbuchen (beide Kartensorten):
- Das Zurückbuchen ist nur am Schalter eines Verkehrsunternehmens möglich.
- Automatisches Aufladen auf die persönliche OV-chipkaart zurücksetzen
- Bei Guthaben von weniger als 30 Euro werden 2,50 Euro Bearbeitungskosten berechnet.
- Bei Guthaben von mehr als 30 Euro erfolgt die Guthabenerstattung kostenlos.[17][18]

Die Guthabenrückerstattung der OV-chipkaart ist damit im Prinzip besser gelöst als bei der inzwischen abgeschafften strippenkaart („Streifenkarte“). Ungenutzte oder abgelaufene Streifenkarten wurden nicht erstattet. Für ein (auch teilweise) ungenutztes Reiseprodukt kann eine Erstattung beantragt werden, diese ist abhängig vom Verkehrsunternehmen und dem Reiseprodukt.

## Zahlungsmethoden

### Reisen per Barguthaben (Reizen op saldo)
Das Reisen per Guthaben ist die Voraus-Zahlungsmethode (Prepaid) im OV-Chipkartensystem. Sie ist sowohl mit der anonymen als auch der persönlichen Karte anwendbar. Das System berechnet anhand des Ein- und Auscheckens die zurückgelegte Distanz. Der Fahrpreis ist durch das Prinzip der Berechnung nach Fahrtende nicht im Voraus bekannt, sofern der Fahrgast diese Information nicht bereits recherchiert hat, z. B. durch einen Reiseplaner wie 9292.nl.
Als Ergänzung kann ein Reiseprodukt hinzugebucht werden, das z. B. zu bestimmten Uhrzeiten eine bestimmte Ermäßigung anbietet. Ein Produkt, das freies Reisen anbietet, steht dabei synonym für Reisen mit 100 % Fahrpreisermäßigung. In diesem Fall reist man nicht per Saldo, trotzdem wird dies insbesondere bei der NS so bezeichnet. Fällt ein Teil der Reise in einen Zeitraum, zu dem die Ermäßigung zum gebuchten Reiseprodukt nicht greift, entspricht der Zustand prinzipiell wieder dem Reisen auf Saldo ohne jenes Reiseprodukt. 

### Reisen auf Rechnung (Reizen op Rekening)
Zurzeit befindet sich eine Postpaid-Zahlungsart in der Entwicklung, die nicht auf Geldtransaktionen auf der Chipkarte basieren soll, sondern die Fahrtkosten bei Dritten in Rechnung stellen kann, z. B. bei einem Arbeitgeber. Wie beim normalen Reisen auf Saldo dient die Karte dabei für virtuelle Transaktionen, allerdings werden diese nicht durch Trans Link Systems (den Entwickler der OV-chipkaart) bearbeitet. Die dritte Partei kann hierbei die NS sein, die z. B. über einen Vertrag mit einem Unternehmen alle Kosten für den öffentlichen Verkehr des Mitarbeiterstamms abrechnet (NS Business Card). Diese Methode ermöglicht auch Angebote mehrerer Verkehrsunternehmen (z. B. für Netzkarten im jeweils eigenen Verkehrsbereich) gleichzeitig. Dabei deklariert jedes Verkehrsunternehmen über virtuelle Transaktionen auf der Chipkarte seinen Teil der entstandenen Fahrtkosten. Die Erlöse der Abonnements können entsprechend der Nutzung einzelner Reiseprodukte verteilt werden.

## Tarife

### Einstiegstarif/Kaution (Instaptarief/borg)
Der Einstiegstarif wird beim Einchecken als Pfand vom vorhandenen Guthaben auf der Karte abgebucht. Beim Aussteigen und Auschecken wird dieser Betrag mit dem tatsächlichen Fahrpreis verrechnet. War die Fahrt günstiger als der Einstiegstarif, wird Guthaben zurückerstattet, ansonsten wird der Mehrpreis abgebucht.
Die Höhe des Einstiegstarifs ist vor allem abhängig von der Länge der durchschnittlichen Fahrtstrecke. So liegt aufgrund der höheren maximalen Reiseweite der Einstiegstarif bei der Eisenbahn höher als in Bussen. Ein zu geringer Einstiegstarif bei der Bahn würde dazu verleiten, bei Ende der Reise nicht auszuchecken. Aus diesem Grunde erhöhte Arriva Touring am 8. Juni 2012 den Einstiegstarif für den Qliner zwischen Groningen und Lelystad von 4 auf 10 Euro. Nachdem die Linie am 9. Dezember 2012 bis Emmeloord gekürzt wurde, verschwand diese Maßnahme wieder. Die Karte wird zudem gesperrt, wenn in einem bestimmten Zeitraum zu oft nicht ausgecheckt wurde. Bei der NS und der GVB erfolgt eine Kartensperrung nach 12 unvollendeten Transaktionen in einem festgesetzten Zeitraum (2 Wochen bei der GVB), selbst wenn ein Produkt auf die Karte gebucht ist, das eigentlich unbeschränktes Reisen ermöglicht. Der Benutzer muss dann eine neue Chipkarte erwerben oder die misslungenen Transaktionen vom betreffenden Verkehrsunternehmen löschen lassen. Der Einstiegstarif überträgt dadurch die Kontrollpflicht vom Verkehrsunternehmen auf den Fahrgast.
Ein hoher Einstiegstarif ist nachteilig für Fahrgäste, die nur gelegentlich kurze Strecken zurücklegen. Eine normale Fahrkarte stellt eine Berechtigung für eine Fahrt zum tatsächlichen Fahrpreis dar, während bei der OV-chipkaart bei Reisen auf Saldo auch ohne Fahrtantritt immer zuerst ein Mindestguthaben auf der Karte verfügbar sein muss. Dieses Guthaben kann nicht für andere Zwecke eingesetzt werden, wodurch es in den Zeiten ohne Reise faktisch eine Kreditvergabe an TLS darstellt.
Der Einstiegstarif hängt von der Variante der OV-chipkaart (anonym oder persönlich) und dem möglichen Reiseprodukt ab. Für die Wagenklassen besteht kein Unterschied beim Einstiegstarif.
Nachfolgend eine Übersicht der Tarife:
Anonyme OV-chipkaart
- 4 Euro: Bus, Metro, Straßenbahn und Personenfähre (waterbus)
- 10 Euro: Züge von Arriva
- 20 Euro: Züge der NS, Connexxion[22] Syntus und Veolia

Persönliche OV-chipkaart
- 0 Euro: Alle Beförderungsunternehmen, falls ein Altijd Vrij Reizen-Produkt benutzt wird, das beim jeweiligen Unternehmen gültig ist (inklusive studentenreisproduct)
- 4 Euro: Bus, Metro, Tram und Personenfähre
- 6 Euro: Arriva-Züge (nur wenn das Arriva Dalkortingsproduct aufgeladen ist)
- 10 Euro: Züge der Arriva, Syntus und Veolia
- 20 Euro: Züge der NS und Connexxion – mit gültiger Ermäßigung beträgt sie 10 Euro (auch wenn das Produkt zum Zeitpunkt des Eincheckens keine Ermäßigung anbietet)

Der Einstiegstarif sollte nicht mit dem obligatorischen minimalen Saldo verwechselt werden. Eine OV-chipkaart darf nämlich ein maximales negatives Saldo von vier Euro aufweisen. Beim Einstiegstarif von 4 Euro kann daher auch mit einer leeren Karte mit 0 Euro Guthaben eingecheckt werden. Das Einchecken mit einem negativen Saldo ist nur mit einem Jahresabonnement oder dem Studentenabonnement möglich. Bei anderen Freireise-Abonnements empfiehlt es sich, eine zusätzliche Chipkarte für Reisen per Saldo einzusetzen, um zu vermeiden, infolge eines negativen Saldos auf der ursprünglichen Karte gar nicht einchecken zu dürfen.
Es ist nicht bekannt, wie TLS Karten mit negativem Langzeitsaldo verwaltet. Im Fall der anonymen Chipkarte ist eine Begleichung des Saldos nicht erzwingbar, lediglich die Sperrung der Karte wäre möglich. Bei einem negativen Saldo, das geringer ist als die Anschaffungskosten der Karte zuzüglich des Wertes eines noch nicht verbrauchten Reiseproduktes, ist der Ausgleich des Saldos allerdings im Interesse des Kartenbesitzers.

### Basistarif
| Basistarif  | 2006   | 2007   | 2008   | 2009   | 2010   | 2011   | 2012   | 2013   | 2018   |
| ----------- | ------ | ------ | ------ | ------ | ------ | ------ | ------ | ------ | ------ |
| Normaltarif | 0,67 € | 0,70 € | 0,70 € | 0,75 € | 0,78 € | 0,79 € | 0,83 € | 0,86 € | 0,90 € |
| Ermäßigt    | 0,44 € | 0,46 € | 0,46 € | 0,50 € | 0,52 € | 0,52 € | 0,55 € | 0,57 € | 0,59 € |

Der Basistarif, in den Niederlanden auch vaste voet („fester Fuß“ bzw. Sockelbetrag) oder opstaptarief („Aufsteigtarif“) genannt, wird nur bei Verbindungen, bei denen ein fester Kilometertarif gilt, erhoben. Der Basis- und Kilometertarif werden zusammen auch Easy-Trip genannt. Der Betrag muss ungeachtet des Wegabstands bezahlt werden (nicht zu verwechseln mit dem Einstiegstarif).
Der Basistarif ist vergleichbar mit der instapzone/basisstrip („Einstiegszone/Basisstufe“) der inzwischen abgeschafften Streifenkarte, auch wenn deren Preis geringer war. Ein Streifen der Streifenkarte kostete in den letzten Jahren ungefähr 0,51 Euro für Vollzahler (15er und 45er Streifenkarte) und 0,33 Euro mit Ermäßigung. Erfolgt ein Umsteigen während einer Reise innerhalb von 35 Minuten nach Einchecken, wird der Basistarif nicht mehr erneut in Rechnung gestellt, ausgenommen Umsteigeverbindungen mit Zügen der NS oder mit den Arriva-Zügen auf den nördlichen Nebenlinien. Die NS haben bekanntgegeben, mittelfristig eine angepasste Version in Verkehr zu bringen, damit auch der Basistarif grundsätzlich beim Umsteigen abgesetzt werden kann.
Infolge dieser doppelten Basistarife ist es, sofern möglich, oft günstiger, eine Reise nur vollständig mit den NS-Zügen oder nur vollständig per Tram, Bus und Metro zurückzulegen, statt teils mit einem NS-Zug und teils per Tram, Bus und Metro zu reisen. So bietet zum Beispiel eine kurze Verlängerung einer Bahnfahrt, um eine mögliche Anschlussfahrt in Tram/Metro/Bus zu verkürzen, wenig Vorteile, da trotzdem erneut der Basistarif beim Umstieg ins andere Verkehrsmittel fällig wird. Wenn man mit zwei Zügen fahren soll, ist es daher noch immer möglich, einen herkömmlichen Fahrschein zu lösen.

### Eisenbahn
Auf allen Strecken der Nederlandse Spoorwegen und den Arriva-Zügen auf den nördlichen Nebenlinien wird, so wie beim herkömmlichen Fahrschein, der Fahrpreis anhand von Tarifeinheiten berechnet. Eine Tarifeinheit entspricht ungefähr einem Kilometer und wird degressiv zur Länge der zurückgelegten Strecke gestaltet. Das heißt, dass der Preis einer Tarifeinheit mit der Anzahl im Laufe einer Fahrt zurückgelegten Tarifeinheiten sinkt, bis diese (ab der 249. verbrauchten Tarifeinheit) auf 0 Euro pro Einheit sinken. Es gilt ein Minimum von acht Tarifeinheiten, das unabhängig von der Distanz bezahlt werden muss.
| Zugverbindung                                              | Beförderer                       | 2011           | 2012           | 2013           | 2014           | Hinweis |
| ---------------------------------------------------------- | -------------------------------- | -------------- | -------------- | -------------- | -------------- | --- |
| Hoofdrailnet                                               | NS                               | Tarifeinheiten | Tarifeinheiten | Tarifeinheiten | Tarifeinheiten | |
| Noordelijke Nevenlijnen                                    | Arriva                           | Tarifeinheiten | Tarifeinheiten | Tarifeinheiten | Tarifeinheiten | Ermäßigung mit Reiseprodukt Arriva Dalkortingsproduct |
| Gouda – Alphen a/d Rijn                                    | NS                               | Tarifeinheiten | Tarifeinheiten | Tarifeinheiten | Tarifeinheiten | |
| Zwolle – Kampen                                            | NS                               | Tarifeinheiten | Tarifeinheiten | Tarifeinheiten | Tarifeinheiten | |
| Zwolle – Emmen                                             | Arriva                           | Tarifeinheiten | Tarifeinheiten | 15,0           | 16,2           | bis zum 9. Dezember 2012 Betrieb durch NS |
| Zutphen – Apeldoorn                                        | Arriva                           | Tarifeinheiten | Tarifeinheiten | 17,7           | 17,68          | bis zum 9. Dezember 2012 Betrieb durch NS |
| Valleilijn                                                 | Connexxion                       | 13,7           | 14,0           | 14,3           |                | Auf der Valleilijn gilt ab 2013 einen Minimumtarif von 1,34 € für die ersten acht Tarifeinheiten. Danach gilt der degressive Kilometertarif für die zusätzlichen Tarifeinheiten. |
| MerwedeLingelijn                                           | Qbuzz                            | 15,6           | 16,4           | 17,0           |                | |
| Almelo – Mariënberg                                        | Syntus im Auftrag von Connexxion | 16,0           | 16,4           | 17,9           | 16,2           | ab dem 8. Dezember 2013 Betrieb durch Arriva |
| Arnhem – Tiel, Arnhem – Winterswijk, Zutphen – Winterswijk | Arriva                           | 16,0           | 16,4           | 17,7           | 17,68          | bis zum 9. Dezember 2012 Betrieb durch Syntus; Ermäßigung mit Reiseprodukt Arriva Dalkortingsproduct.                                                                            |
| Arnhem – Doetinchem                                        | Hermes (Produktname Breng)       | 16,0           | 16,4           | 17,7           | 17,68          | bis zum 9. Dezember 2012 Betrieb durch Syntus |
| Zutphen – Hengelo – Oldenzaal                              | Syntus                           | 16,0           | 16,4           | 17,9           |                | |
| Nijmegen – Roermond                                        | Arriva                           | 18,4           | 18,4           | 20,0           |                | Ermäßigung mit Reiseprodukt Dalkorting Arriva Limburg |
| Maastricht – Kerkrade                                      | Arriva                           | 19,9           | 19,9           | 21,6           |                | Ermäßigung mit Reiseprodukt Dalkorting Arriva Limburg |

### Bus und Straßenbahn
Gegenüber dem bisherigen Zonen-System basieren die Tarife nicht mehr auf dem Luftlinienabstand, sondern auf der Länge der tatsächlich zurückgelegten Fahrstrecke in Hektometereinheiten (100 Meter). Dies kann zu Unterschieden bei innen- und außenliegenden Gleisen in Kurven führen, so dass zum Beispiel für Hin- und Rückreise auf derselben Fahrstrecke unterschiedliche Kosten entstehen. Im Vergleich zum bisherigen Zonentarif kann dies ein Vor- oder Nachteil sein, je nachdem in welcher früheren Zone die benutzen Haltestellen liegen. Der Fahrpreis zwischen zwei benachbarten Haltestellen ist im System definiert, Umleitungen insbesondere bei Bussen haben keinen Einfluss auf den Preis. Der Standort der Busse wird während der Fahrt kontinuierlich per GPS verfolgt und über GPRS (ein Dienst im GSM-Mobilfunksystem) an die Zentrale übermittelt. GPS ist u. a. ein Teil von Infoxx oder artverwandter Systeme, die, wenn vorhanden, an das OV-Chipkartensystem angeschlossen sind. Sobald ein Fahrzeug eine Haltestelle durchfahren hat, wird im System auf die folgende Haltestelle weitergeschaltet. Dies ermöglicht das Auschecken bereits nach Passieren der der Zielhaltestelle vorhergehenden Station. Eine zu GPS alternative Technik zählt die Achsumdrehungen des Fahrzeugs während der Fahrt, die Haltestellen werden durch das Öffnen und Schließen der Türen erkannt. Allerdings wird diese Möglichkeit nur beschränkt eingesetzt (aber z. B. bei den Belgischen Eisenbahnen für die elektronischen Zielanzeigen in den Zügen benutzt).
Für Busbetriebe verleitet der Kilometertarif dazu, insbesondere in dichtbesiedelten Stadtvierteln auf möglichst wenig Raum möglichst viele Richtungsänderungen in eine Linie einzubauen, dies resultiert zwischen zwei Haltestellen in einem höheren Kilometerabstand als die entsprechend kürzeste Strecke und damit zu höheren Fahrgeldeinnahmen. So wurde hierdurch z. B. die Benutzung des Busnetzes der Stadt Nijmegen nach Abschaffung der Strippenkaart im Durchschnitt teurer.
Auch bei den Stadtbussen in Leiden ergaben sich so mit der Chipkaart um 8–10 % höhere Fahrpreise als mit der Strippenkaart. In Amersfoort wurde sogar eine durchschnittliche Preissteigerung der Fahrtkosten von 30 % ermittelt.
Der Stadtverkehr in Lelystad erkannte dieses Problem ebenfalls und führte einen Standardfahrpreis ein, der unabhängig vom zurückgelegten Weg ist.
In der Praxis werden Überlandbusse, die nicht die direkte Strecke, sondern Umwege fahren, überwiegend durch Kurzstrecken-Reisende benutzt, Fahrgäste, die dagegen beispielsweise von Bahnhof zu Bahnhof reisen, weichen auf schnellere Verbindungen aus. Wenn mehrere Buslinien Ort A mit Ort B über abweichende Routen verbinden, kann dementsprechend der Fahrpreis zwischen den Orten je nach Wahl der Linie variieren. Die schnellste Verbindung kann günstiger sein als die Route über Dörfer und Wohnviertel. Auch bei einer Streckenänderung kann eine Fahrt günstiger oder teurer werden.
Bei großen Abweichungen vom regulären Reiseweg, wie z. B. Umleitungen, muss der Fahrzeugführer das System manuell auf die übliche Fahrtstrecke zurücksetzen. Auch für einige Handterminals (z. B. beim Einsatz von durch den Konzessionsbetreiber angemieteten Reisebusbetrieben) muss der Fahrer die genaue Fahrtstrecke manuell einstellen und ggf. nachführen. Bei bestimmten Geräten wie z. B. dem M3 erfolgt die Strecken- und Haltestelleneingabe automatisch.
Bei einigen sehr langen Fahrtstrecken, wie z. B. dem QLiner über den IJsselmeer-Abschlussdeich, wird der Tarif nach einem bestimmten zurückgelegten Abstand automatisch begrenzt, infolgedessen wird die weitere Fahrtstrecke nicht mehr vom Saldo der Karte abgebucht.
Nachfolgend eine Übersicht über die Kilometertarife für Bus und Straßenbahn über den Zeitraum der letzten Jahre, eingeteilt nach Provinz (etwa per Plusregio)
| |                                                         | Kilometerpreis in Eurocent                     | Kilometerpreis in Eurocent          | Kilometerpreis in Eurocent          | Kilometerpreis in Eurocent          | Einführung chipkaart | |
| Regio/Verbindung                                                                                   | Verkehrsunternehmen                                     | 2009                                           | 2010                                | 2011                                | 2012                                | Einführung chipkaart | Quelle / Hinweis |
| Friesland                                                                                          | Friesland                                               | Friesland                                      | Friesland                           | Friesland                           | Friesland                           | Friesland | Friesland |
| -------------------------------------------------------------------------------------------------- | ------------------------------------------------------- | ---------------------------------------------- | ----------------------------------- | ----------------------------------- | ----------------------------------- | --- | --- |
| Vlieland, Terschelling, Schiermonnikoog, Ameland                                                   | Arriva/TCR                                              | keine OV-chipkaart, E-Ticket-System            | keine OV-chipkaart, E-Ticket-System | keine OV-chipkaart, E-Ticket-System | keine OV-chipkaart, E-Ticket-System | keine Anwendung | |
| Leeuwarden (Stadtbus (stadsbus))                                                                   | Connexxion                                              | 10,0                                           | 10,0                                | 8,8                                 | 9,4                                 | 15-09-2009 | Die 10 Eurocent betrafen ein Aktionsangebot der Provinz während der Einführungsphase der Chipkaart. Der Tarif für den stadsdienst Leeuwarden wurde danach gesenkt, da sich der Kilometerpreis ungünstig auf die Kosten für lange Fahrtstrecken auswirkte.                                                                              |
| Nord- und Südwesten (Noorden en Zuidwesten)                                                        | Connexxion                                              | 10,0                                           | 10,0                                | 11,8                                | 12,4                                | 15-09-2009 | Die 10 Eurocent betrafen ein Aktionsangebot der Provinz während der Einführungsphase der Chipkaart. Der Tarif für den stadsdienst Leeuwarden wurde danach gesenkt, da sich der Kilometerpreis ungünstig auf die Kosten für lange Fahrtstrecken auswirkte.                                                                              |
| Südosten (Zuidoosten)                                                                              |                                                         | n.v.t.                                         | 10,0                                | 11,8                                | 12,4                                | 01-01-2010 | Die 10 Eurocent betrafen ein Aktionsangebot der Provinz während der Einführungsphase der Chipkaart. Der Tarif für den stadsdienst Leeuwarden wurde danach gesenkt, da sich der Kilometerpreis ungünstig auf die Kosten für lange Fahrtstrecken auswirkte.                                                                              |
| Alkmaar–Leeuwarden (Qliner 350)                                                                    | Connexxion                                              | 10,0                                           | 10,0                                | 14,1                                | 11,5 14,9                           | 15-09-2009 | Seit 2012 gelten zwei Tarife. Der günstigere Tarif gilt zwischen Alkmaar und der Haltestelle Monument (nordholländisches Teilstück der Linie). Der teurere Tarif gilt in Friesland. Nach 82 Kilometern wird der Tarif gedeckelt. Dieser Tarif galt auch auf dem mittlerweile aufgegebenen QLiner 351 Heerenveen–Harlingen.             |
| Groningen–Emmeloord(–Lelystad) (Qliner 315, 325, 335)                                              | Arriva Touring                                          | 14,9                                           | 14,9                                | 14,9                                | 15,6                                | 01-11-2009 | Der Kilometertarif wird nach 100 Kilometern gedeckelt. |
| OV-bureau Groningen Drenthe                                                                        |                                                         |                                                |                                     |                                     |                                     | | |
| Lijn 305 Groningen–Emmen Lijn 314 Groningen–Drachten                                               | Arriva                                                  | n.v.t. = niet van toepassing = keine Anwendung | n.v.t.                              | 12,6                                | 13,2                                | 16-03-2011 | [ 36 ] |
| Nachtbus Groningen                                                                                 | Qbuzz                                                   | n.v.t.                                         | n.v.t.                              | 19,0                                | 26,4                                | 16-03-2011 | Altersermäßigung nicht möglich |
| Stadt- und Überlandbusse (Grote stads- en streekbussen), Qliners                                   | Qbuzz                                                   | n.v.t.                                         | n.v.t.                              | 12,6                                | 13,2                                | 16-03-2011 | Vom 10. Juni 2011 bis 3. September 2011 gat eine Ermäßigung von 25 % auf Kilometer- und Basistarif (9,45 Cent respektive 6 Cent). Der ermäßigte Tarif beträgt heute 8,7 Cent. |
| kleine Busse z. B. stadsdienst Meppel/Hoogeveen                                                    | CTS, DVG, Taxi De Grooth, Taxi Nuis, UVO/Van Dijk, VMNN | n.v.t                                          | n.v.t                               | n.v.t                               | 13,2                                | CTS: -2011 Andere: 18-06-2012 | Die technische Ausrüstung ist noch nicht vollständig. Die OV-Chipkaart gilt nicht im Bürgerbus (buurtbus, wörtlich „Nachbarschaftsbus“) und Regiotaxi, jedoch ab September 2012 im Anrufsammeltaxi (LijnBelBus). |
| Overijssel/Flevoland                                                                               |                                                         |                                                |                                     |                                     |                                     | | |
| Noordoost-Overijssel                                                                               | Syntus Overijssel                                       | 12,5                                           | 12,5                                | 12,6                                | 13,2                                | 01-11-2009 | Diese Konzessionen wurden vorher durch Connexxion ausgeführt, jetzt zusammengefügt aus Konzession Midden-Overijssel; Dalkorting Oost-Nederland gültig |
| Zwolle (stadsbussen=Stadtbusse)                                                                    | Syntus Overijssel                                       | 12,5                                           | 12,5                                | 12,6                                | 13,2                                | 01-11-2009 | Diese Konzessionen wurden vorher durch Connexxion ausgeführt, jetzt zusammengefügt aus Konzession Midden-Overijssel; Dalkorting Oost-Nederland gültig |
| Salland                                                                                            | Syntus Overijssel                                       | 12,5                                           | 12,5                                | 12,6                                | 13,2                                | 01-01-2007 | Diese Konzessionen wurden vorher durch Connexxion ausgeführt, jetzt zusammengefügt aus Konzession Midden-Overijssel; Dalkorting Oost-Nederland gültig |
| Noordwest-Overijssel, Noord- und oostelijk-Flevoland                                               | Connexxion                                              | 12,5                                           | 12,5                                | 12,6                                | 13,2                                | 01-11-2009 | zusammen als Konzession IJsselmond, Dalkorting Oost-Nederland gültig |
| Stadtverkehr Almere                                                                                | Connexxion                                              | 11,0                                           | 11,0                                | 10,4                                | 11,3                                | 24-08-2009 | [ 40 ] |
| Überlandverkehr (Streekvervoer) Almere (incl. R-net)                                               | Connexxion                                              | 11,0                                           | 11,0                                | 12,6                                | 11,3                                | 24-08-2009 | Busse Richtung Amsterdam, Bussum und Hilversum |
| Stadsdienst Lelystad                                                                               | Arriva                                                  |                                                | 31,0                                | 32,0 36,0                           | 38,0                                | 01-11-2009 Ausschließlich PER RIT Basistarif; bis zum 4. September 2011 betrug der Fahrpreis 32 Eurocent (mit Connexxion), danach 36 Cent (mit Arriva) | |
| Regio Twente                                                                                       |                                                         |                                                |                                     |                                     |                                     | | |
| Twente                                                                                             | Connexxion in Zusammenarbeit mit Syntus                 | 12,5                                           | 14,0                                | 12,6                                | 13,2                                | 01-11-2009 | Dalkorting Oost-Nederland gültig |
| Zutphen-Hengelo-Oldenzaal                                                                          | Syntus (bus)                                            | 12,5                                           | 12,5                                | 12,6                                | 13,2                                | 01-11-2009 | Dalkorting Oost-Nederland gültig |
| Gelderland                                                                                         |                                                         |                                                |                                     |                                     |                                     | | |
| Veluwe                                                                                             | Syntus Gelderland                                       | 12,5                                           | 12,5                                | 12,6                                | 13,2                                | 01.11.2009 | Dalkorting Oost-Nederland gültig; Syntus fuhr bis zum 12. Dezember 2010 in die Achterhoek und Veolia auf der Veluwe; auf den Linien nach Deutschland ist keine Altersermäßigung möglich |
| Achterhoek–Rivierenland                                                                            | Arriva                                                  | n.v.t.                                         | 12,5                                | 12,6                                | 13,2                                | 01.02.2010 | Dalkorting Oost-Nederland gültig; Syntus fuhr bis zum 12. Dezember 2010 in die Achterhoek und Veolia auf der Veluwe; auf den Linien nach Deutschland ist keine Altersermäßigung möglich |
| Stadsregio Arnhem-Nijmegen                                                                         | Breng (Novio)                                           | 11,0                                           | 11,0                                | 11,1                                | 11,6                                | 01.07.2009 | Dalkorting Oost-Nederland gültig; Syntus fuhr bis zum 12. Dezember 2010 in die Achterhoek und Veolia auf der Veluwe; auf den Linien nach Deutschland ist keine Altersermäßigung möglich |
| Linien 55, 57 und 58 Arnhem/Nijmegen und Strecken nach Deutschland                                 | NIAG                                                    |                                                |                                     |                                     | 20,0                                | Unbekannt | Dalkorting Oost-Nederland gültig; Syntus fuhr bis zum 12. Dezember 2010 in die Achterhoek und Veolia auf der Veluwe; auf den Linien nach Deutschland ist keine Altersermäßigung möglich |
| Noord-Holland                                                                                      |                                                         |                                                |                                     |                                     |                                     | | |
| Noord-Holland Noord incl. Texel                                                                    | Connexxion                                              | 10,0                                           | 10,4                                | 11,0                                | 12,6                                | 16.06.2009 | |
| Gooi- und Vechtstreek (incl. Linie 320)                                                            | Connexxion                                              | 10,0                                           | 10,4                                | 11,0                                | 12,6                                | 11.08.2009 | |
| Haarlem–IJmond                                                                                     | Connexxion                                              | 10,0                                           | 10,4                                | 11,0                                | 12,6                                | 01.09.2008 | |
| Stadtverkehr Amsterdam                                                                             | GVB                                                     | 10,0                                           | 10,4                                | 10,5                                | 14,2                                | 03.11.2008 | In allen Bussen der Stadsregio Amsterdam gilt derselbe Tarif. Irrtümlicherweise nennt die Quelle ein verkehrtes Datum. Ausgeschlossen der Stadtverkehr der GVB und die Bizzliner-Buslinien der EBS. Während des Einführungszeitraums der EBS (Nachfolger von Arriva in Waterland), galt hier zeitweise ein Aktionsangebot von 11 Cent. |
| Amstelland–Meerlanden (inkl. R-net)                                                                | Connexxion                                              | 10,0                                           | 10,4                                | 10,5                                | 12,6                                | 01.09.2008 | In allen Bussen der Stadsregio Amsterdam gilt derselbe Tarif. Irrtümlicherweise nennt die Quelle ein verkehrtes Datum. Ausgeschlossen der Stadtverkehr der GVB und die Bizzliner-Buslinien der EBS. Während des Einführungszeitraums der EBS (Nachfolger von Arriva in Waterland), galt hier zeitweise ein Aktionsangebot von 11 Cent. |
| Zaanstreek (inkl. R-net)                                                                           | Connexxion                                              | 10,0                                           | 10,4                                | 10,5                                | 12,6                                | 25.04.2009 | In allen Bussen der Stadsregio Amsterdam gilt derselbe Tarif. Irrtümlicherweise nennt die Quelle ein verkehrtes Datum. Ausgeschlossen der Stadtverkehr der GVB und die Bizzliner-Buslinien der EBS. Während des Einführungszeitraums der EBS (Nachfolger von Arriva in Waterland), galt hier zeitweise ein Aktionsangebot von 11 Cent. |
| Waterland (inkl. R-net)                                                                            | EBS                                                     | 10,0                                           | 10,4                                | 10,5                                | 12,6                                | 24.06.2009 | In allen Bussen der Stadsregio Amsterdam gilt derselbe Tarif. Irrtümlicherweise nennt die Quelle ein verkehrtes Datum. Ausgeschlossen der Stadtverkehr der GVB und die Bizzliner-Buslinien der EBS. Während des Einführungszeitraums der EBS (Nachfolger von Arriva in Waterland), galt hier zeitweise ein Aktionsangebot von 11 Cent. |
| Bizzliner (vormals Qliner)                                                                         | EBS                                                     |                                                | 13,5                                | 13,7                                | 13,7                                | 24.06.2009 | In allen Bussen der Stadsregio Amsterdam gilt derselbe Tarif. Irrtümlicherweise nennt die Quelle ein verkehrtes Datum. Ausgeschlossen der Stadtverkehr der GVB und die Bizzliner-Buslinien der EBS. Während des Einführungszeitraums der EBS (Nachfolger von Arriva in Waterland), galt hier zeitweise ein Aktionsangebot von 11 Cent. |
| Noord-Brabant                                                                                      |                                                         |                                                |                                     |                                     |                                     | | |
| Alle rot/weißen Busse (inkl Brabantliner)                                                          | Arriva / Veolia                                         | n.v.t.                                         | 11,5                                | 12,6                                | 13,2                                | 0.-07.2010 | Ermäßigung in Nebenverkehrszeiten (Dalkorting) von 40 % für 10,50 € pro Jahr, gültig an Werktagen nach 9 Uhr, am Wochenende und an nationalen Festtagen den ganzen Tag, auch in Kombination mit der Altersermäßigung von 34 %. |
| graue Hermes-Busse (SRE\|Zweckverband Regio Eindhoven)                                             | Hermes                                                  | 10,0                                           | 10,0                                | 12,6                                | 13,2                                | 01.12.2009 | Ermäßigung in Nebenverkehrszeiten (Dalkorting) von 40 % für 10,50 € pro Jahr, gültig an Werktagen nach 9 Uhr, am Wochenende und an nationalen Festtagen den ganzen Tag, auch in Kombination mit der Altersermäßigung von 34 %. |
| Utrecht                                                                                            |                                                         |                                                |                                     |                                     |                                     | | |
| Gelb/braune Busse, Sneltram, grüne Busse mit Aufdruck der Provincie Utrecht und Stadtbusse der GVU | Connexxion                                              | 12,0                                           | 12,0                                | 12,0                                | 11,0                                | 01.08.2009 | [ 49 ] |
| Zuid-Holland (Südholland)                                                                          |                                                         |                                                |                                     |                                     |                                     | | |
| Stadsbus Dordrecht                                                                                 | Arriva                                                  | 13,6                                           | 13,6                                | 13,7                                | 14,4                                | 13.12.2009 | [ 50 ] |
| Busse in Drechtsteden, Alblasserwaard und Vijfheerenlanden                                         | Arriva                                                  | 11,8                                           | 11,8                                | 11,9                                | 12,5                                | 13.12.2009 | |
| Hoeksche Waard/Goeree-Overflakkee                                                                  | Arriva                                                  | 11,8                                           | 11,8                                | 11,9                                | 12,5                                | 13.12.2009 | |
| Zuid-Holland Noord                                                                                 | Connexxion                                              | 11,8                                           | 11,8                                | 11,9                                | 12,5                                | 14.05.2009 | Duin- en Bollenstreek/Leiden und Rijnstreek/Midden-Holland |
| Zuid-Hollandse Qliners, Interliners                                                                | Arriva, Connexxion                                      | 15,3                                           | 15,3                                | 15,4                                | 16,2                                | | |
| Stadsgewest Haaglanden                                                                             |                                                         |                                                |                                     |                                     |                                     | | |
| Haaglanden streek (Überland)                                                                       | Veolia                                                  | 12,0                                           | 12,6                                | 11,4                                | 12,0 16,2                           | 14.05.2009 | Regiotarif |
| Haaglanden Stadt exkl. RandstadRail                                                                | HTM                                                     | 12,0                                           | 13,1                                | 11,4                                | 12,0 13,9                           | 01.11.2009 | Stadstarief(Stadttarif) |
| Stadsregio Rotterdam                                                                               |                                                         |                                                |                                     |                                     |                                     | | |
| ParkShuttle                                                                                        | Connexxion                                              | gratis                                         | gratis                              | 0,50                                | 0,50                                | 11.12.2011 | Der genannte Preis versteht sich per rit also pro Fahrt ohne Basistarif und gilt seit dem 11. Dezember 2011, keine Ermäßigungen möglich. |
| Voorne-Putten und Rozenburg                                                                        | Connexxion                                              | 11,5                                           | 11,5                                | 12,1                                | 12,7                                | 07.04.2005 | [ 54 ] |
| Rotterdam streekvervoer (Überlandverkehr)                                                          | Qbuzz                                                   | 11,5                                           | 11,5                                | 12,1                                | 12,7                                | 01.06.2009 | |
| RET-busnet                                                                                         | RET                                                     | 11,5                                           | 11,5                                | 12,1                                | 12,7                                | 2.-06.2007 | |
| Limburg                                                                                            |                                                         |                                                |                                     |                                     |                                     | | |
| Noord- und Midden-Limburg                                                                          |                                                         | n.v.t.                                         | 13,1                                | 13,2                                | 13,2                                | 20.08.2010 | Dalkorting Veolia Limburg gültig: 20 % Ermäßigung an Werktagen nach 9 Uhr, samstags, sonntags und an Nationalfeiertagen (erhältlich bis 31. Dezember 2012 für 0,01 €) |
| Zuid-Limburg                                                                                       | Arriva                                                  | n.v.t.                                         | 14,8                                | 14,9                                | 14,9                                | 20.08.2010 | Dalkorting Veolia Limburg gültig: 20 % Ermäßigung an Werktagen nach 9 Uhr, samstags, sonntags und an Nationalfeiertagen (erhältlich bis 31. Dezember 2012 für 0,01 €) |
| Zeeland                                                                                            |                                                         |                                                |                                     |                                     |                                     | | |
| Noord-Zeeland + Midden-Zeeland                                                                     | Connexxion                                              | n.v.t.                                         | 12,5                                | 12,0                                | 12,0                                | 20.08.2010 | [ 56 ] |
| Zeeuws-Vlaanderen                                                                                  | Veolia                                                  | n.v.t.                                         | 11,6                                | 11,6                                | 12,0                                | 20.08.2010 | |
| Zeeuws-Vlaanderen stadslijn (Stadtlinie) 1                                                         | Veolia                                                  | n.v.t.                                         | 10,1                                | 10,1                                | 10,4                                | 20.08.2010 | |

### Nachtbus
Die OV-chipkaart ist nur auf einigen Nachtbussen gültig. Bei der GVB sind die unten genannten Reiseprodukte zugelassen:
- Sterabonnement („Sternabonnement“: Auswahl einer Verkehrszone mit sternförmig angeordneten Nachbarzonen, die mit dem Abo befahren werden können) auf der OV-chipkaart (Wochen-, Monats- und Jahres-Abo) mit der Wahl einer Sternzone innerhalb des GVB-Verkehrsgebietes. Das Sternabo erlaubt zudem die Benutzung des gesamten Nachtbusnetzes ohne zusätzliches Abbuchen vom Saldo
- GVB-Nachtbusprodukt(e)
- GVB-Only Monats- oder Jahresabo
- OV-Monats- oder Jahresabo

### Metro (U-Bahn)
Kilometerpreis in Eurocent. Altersermäßigung (34 %) möglich (Tarif×0,66)
| Verbindung                                                                                      | 2009 | 2010 | 2011 | 2012 | Einführung chipkaart | Hinweis                                               |
| ----------------------------------------------------------------------------------------------- | ---- | ---- | ---- | ---- | --- | ----------------------------------------------------- |
| Metro Amsterdam (GVB)                                                                           | 10,0 | 10,4 | 10,5 | 14,2 | 03.11.2008 Zu Beginn der Einführung der OV-chipkaart wurde noch der bisherige Zonentarif anstelle des Kilometertarifs verwendet. |                                                       |
| Metro Rotterdam (für Metrolijn E nur Slinge-Pijnacker Zuid)                                     | 11,5 | 11,5 | 12,1 | 12,7 | 07.04.2005 | Reiseprodukt RET MaandKorting 20 % oder 40 % möglich  |
| RandstadRail 3 (Laan van NOI – Loosduinen), RandstailRail 4 (Laan van NOI – Den Haag De Uithof) | 12,0 | 13,1 | 11,4 | 12,0 | 01-11.2009 | Lightrail bedient durch HTM. Citytarif (Stadstarief). |
| RandstadRail Laan van NOI <> Zoetermeer Centrum-West und Laan van NOI < > Zoetermeer Javalaan   |      | 15,3 | 14,0 | 13,3 | 01.11.2009 | Lightrail bedient durch HTM. Regiotarif               |

### Fährschiffe
- Waterbus Rotterdam-Drechtsteden: Kilometertarif 18,9 Eurocent

Die nachfolgend aufgeführten Fährschiffe berechnen einen festen Preis für die Überfahrt. Hier gilt die Regel: Einchecken und unmittelbar nach Zutritt wieder auschecken. Der Fahrpreis wird dann sofort in Rechnung gestellt. Fahrkarten in Papierform sind noch erhältlich, aber teurer.
- Fast Flying Ferry: 5 Euro pro Fahrt (2012)[58]
- Veolia Transport Fast Ferries: 2,40 Euro pro Fahrt (2011: 2,30 €), für die Mitnahme von Fahrrädern oder Krafträdern gilt ein höherer Tarif[59]

Für alle Tarife ist die Altersermäßigung von 34 % erhältlich. Auf dem Waterbus ist die OV-chipkaart seit dem 11. April 2011 gültig, auf den Veolia-Fährschiffen seit dem 1. Mai 2011. Die FastFlyingFerry akzeptiert die Chipkarte schon seit längerem.

## Ein- und Auschecken
Kartenleser sind am OV-chipkaart-Logo und oft auch in Kombination mit dem Text „Kaart hier“ oder „Houd Uw kaart hier“. Die Kartenleser der NS sind zudem mit Blindenschrift versehen.
Die OV-chipkaart dient dazu, die Reise bei Start und Zielort über die Kartenleser elektronisch zu erfassen. Allein Inhaber der „alten“ NS-Streckenabonnements checken nicht ein oder aus, da diese Abonnements zum System nicht kompatibel sind. Diese Abonnements werden zukünftig nicht mehr verkauft.
Check-in/inchecken/ingecheckt
Man spricht von einem gültigen Check-In, wenn folgende Schritte vollzogen wurden:
1. Die OV-chipkaart wird zu Beginn der Fahrt vor einen Kartenleser des der Strecke entsprechenden Verkehrsunternehmens bzw. für die entsprechende Beförderungsart gehalten.
2. Der Kartenleser kontrolliert, ob die Chipkaart ein gültiges Reiseprodukt oder ein ausreichendes Guthaben aufweist und bestätigt dies durch eine Textmeldung oder ein optisches oder akustisches Signal.

Check-uit/uit (te) checken/uitgecheckt
Man spricht von einem gültigen Check-Out, wenn folgende Schritte vollzogen wurden:
1. Wenn die gleiche OV-chipkaart mit der die angetretene Fahrt auch eingecheckt wurde, vor einen Kartenleser des entsprechenden Beförderungsunternehmens bzw. der entsprechenden Beförderungsart gehalten wurde.
2. Ein Text, Ton- oder Lichtsignal folgt, das den ordnungsgemäßen Check-Out bestätigt.

Hinweise
Einstiegstarif beachten.
Auf der Chipkarte werden zum Zeitpunkt des Ein- und Auscheckens die aktuelle Uhrzeit, der Name der Haltestelle oder des Bahnhofs und eventuell Informationen über das zu benutzende Verkehrsmittel festgehalten. Anhand eines geladenen Reiseprodukts oder des Lebensalters bei der persönlichen Chipkarte können entsprechende Ermäßigungen automatisch verrechnet werden. Wie bei einer herkömmlichen Fahrkarte auch kann die Technik der OV-chipkaart ein Graufahren nicht verhindern, indem man z. B. das Verkehrsmittel nach dem Auschecken weiter benutzt.
Die OV-chipkaart speichert maximal 10 Transaktionen, die elfte Transaktion überschreibt dann wieder die erste Transaktion (siehe auch OV-chipkaartsysteem).
Momentan existieren drei Systeme für den Vorgang des Ein- bzw. Auscheckens:
- Kartenleser in einem Fahrzeug (Bus, Tram und RandstadRail-Linien 3, 4)
- Kartenleser an einer Stele/Pfosten am Bahnsteig (Zug- und Metrostationen und Haltestellen der RandstadRail-Linie E (zwischen Den Haag CS und Pijnacker Zuid) und der Straßenbahn Utrecht)
- Kartenleser an Drehtüren bzw. Personensperren in (Bahnhöfen und Metrostationen)

Werden mehrere OV-Chipkarten gleichzeitig vor einen Kartenleser gehalten (möglich z. B. durch mehrere OV-chipkaarten in einer Geldbörse) kann das System keine zuverlässige Buchung von Transaktionen vornehmen. Auf welche Karte dann gebucht wird, ist nicht vorhersehbar.
Ein Nachteil der Kartenleser ist – insbesondere an Umsteigebahnhöfen und -haltestellen mit einer Anzahl unterschiedlicher Ein-/Auschecksysteme, dass die Möglichkeit einer Ein- und Ausbuchung am falschen System besteht, – auch wenn die Bezeichnung des Verkehrsunternehmens in der Regel deutlich sichtbar angebracht ist. Dies kann aber insbesondere in der Schnelligkeit des Berufsverkehrs, wenn Fahrgäste sich in Eile befinden, leicht übersehen oder gar nicht wahrgenommen werden. Beispiele hierfür sind die RandstadRail Linie E der RET (Metro/Sneltram mit Ein- und Auscheck-Stelen) die sich fünf Haltestellen mit den HTM Linie 3 und 4 (Schnelltram mit Ein- und Auschecklesern im Fahrzeug) teilt, oder auch die Amstelveenlijn der GVB (Metro/Schnelltram mit Ein- und Auscheck-Stelen) die Haltestellen mit der GVB stadstram 5 (Schnelltram mit Ein- und Auschecklesern im Fahrzeug) gemeinsam nutzt.
Im letztgenannten Fall werden zwar beide Verkehrsmittel durch dasselbe Unternehmen betrieben, trotzdem muss auf die jeweils korrekte Art und Weise ein- und ausgecheckt werden. Wird versehentlich am Lesegerät eines anderen Verkehrsunternehmens eingecheckt oder wird das Auschecken vergessen, ist es möglich, innerhalb einer gewissen Zeit ohne Komplikationen das Auschecken nachzuholen bzw. am korrekten Lesegerät wieder einzuchecken. An Stationen mit Personensperren ist ein korrektes Buchen durch die Konstruktion zwar zumindest theoretisch vorgesehen, trotzdem ist auch dort erhöhte Aufmerksamkeit geboten, um sich fehlerfrei ein- und auszuchecken.
Ungefähr 1½ % bis 4 % aller durch die Chipkaart ausgelösten Transaktionen werden nicht ordnungsgemäß verarbeitet. Ursachen sind unbeabsichtigtes oder beabsichtigtes Versehen von Fahrgästen oder technische Störungen. Eine incomplete transactie = unvollständige Transaktion entsteht durch einen Check-Out ohne dazugehörenden Check-In (nur bei Personensperren) oder ein Check-In ohne eine vorangegangene Reise durch ein Check-Out beendet zu haben. Es ist sehr hilfreich, sich den aktuellen Status der Karte stets zu merken.
Ist zum Beispiel die Karte an einer Arriva-Station eingecheckt, der Karteninhaber geht aber davon aus, nicht mehr eingecheckt zu sein, kann erneut eingecheckt werden, ohne dass der Karteninhaber über das doppelte Einchecken eine Fehlermeldung erhält. Der erste Check-In wird automatisch als unvollständig registriert. Der Fahrgast erhält erst dann eine Information über das erste missglückte Check-In, wenn er eine Transaktionsübersicht (z. B. im Internet) abruft. Der erste Check-In wird jedoch auch dort nicht als Fehler dargestellt. Nur eine manuelle Suche über alle Transaktionen ermöglicht die Erkennung eines Check-In ohne dazugehörendem Check-Out. Dennoch kann die Karte vom System bei zu häufigen unvollständigen Transaktionen blockiert werden, der Grund dafür spielt keine Rolle.
Bei Bahnreisen gelten noch Ausnahmen bezüglich des Ein- und Auscheckens, des Weiteren auch zusätzliche/andere Regeln beziehungsweise Zeiträume.

### Umsteigen (Overstappen)

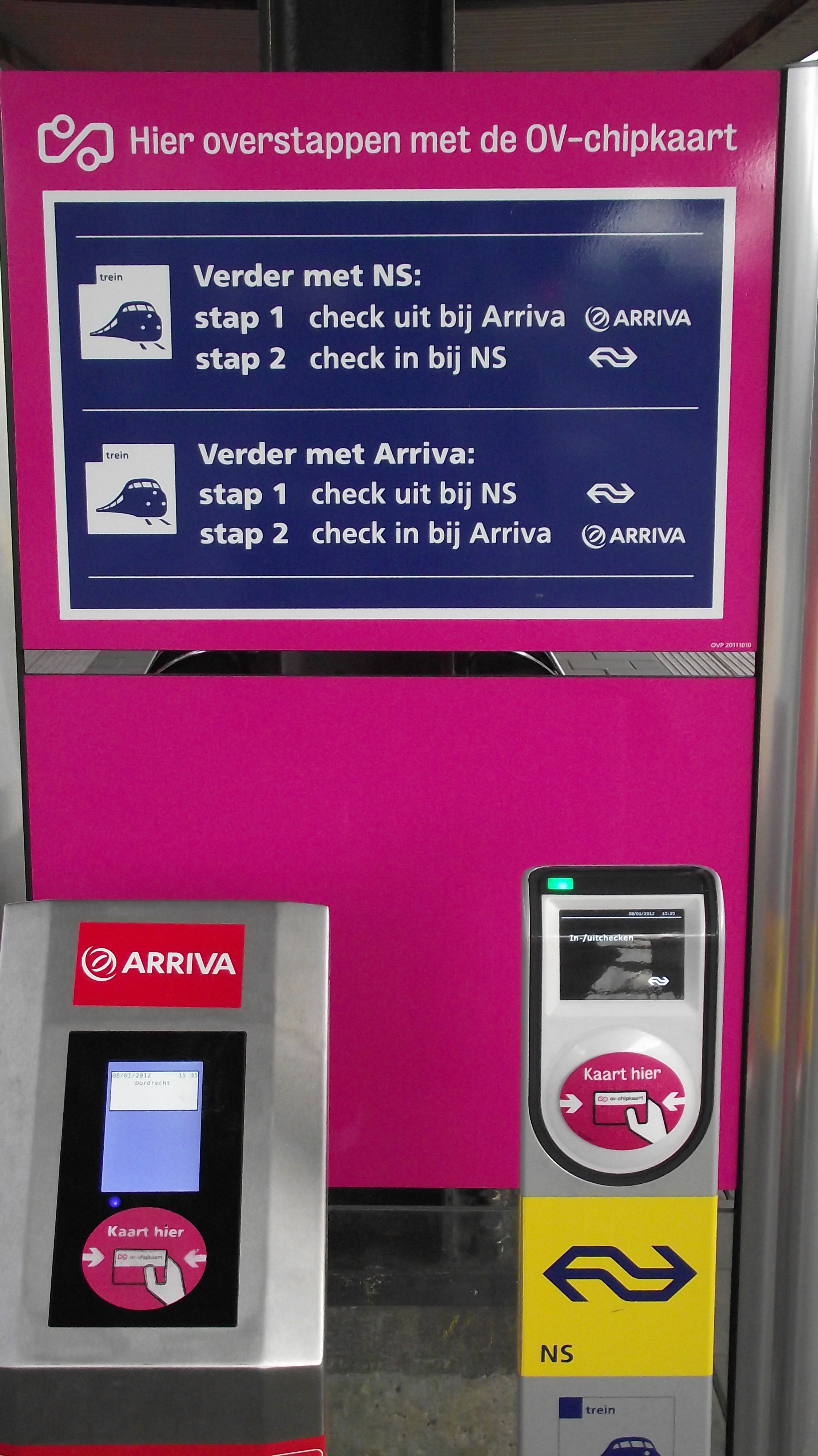
Vereinheitlichtes RSB-System an einem Umsteigepunkt

Für das Umsteigen gelten folgende Regeln:
- Das Umsteigen von Zug zu Zug und von Metro zu Metro gilt als eine einzige Reise, sofern man sich in Verkehrsmitteln des gleichen Verkehrsunternehmens befindet. Es ist also nur ein Auschecken am Ziel notwendig. Bei einem zeitlich knapp bemessenen Umstieg würde ein Check-Vorgang ohnehin durch die Anti-Passback-Zeit verhindert.

- In allen anderen Fällen ist ein Check-Out und ein neuer Check-In beim Umstieg notwendig. Die Regel lautet: Einchecken in oder bei Verkehrsmittel A, Auschecken in oder bei Verkehrsmittel A, Umstieg und Einchecken in oder bei Verkehrsmittel B, Auschecken in oder bei Verkehrsmittel B (bei erneutem Umstieg gleiche Prozedur).

Beispiel: Connexxion Bus → Connexxion Bus, GVB Tram → GVB Tram, Arriva Zug → Arriva Bus, GVB Tram → GVB Bus, NS Zug → Arriva Zug 
Eine Ausnahme existiert, wenn zwei Linien durch dasselbe Fahrzeug verbunden werden, so z. B. die Stadslijn 2 in Zwolle, die an der Endhaltestelle als Stadslijn 4 weiterfährt, oder die Linie 310 der Qbuzz-Qliner, die in Drachten weiterfährt als Qliner 320. Strenggenommen gilt dies als Umsteigen, aber das System behandelt durchgebundene Linien als eine einzige Linie.
Ein Umsteigen innerhalb von 35 Minuten wird vom System als Umsteigen erkannt, so dass der Basistarif nicht erneut fällig wird. Dies gilt nicht für Umstiege von Zügen der NS und Arriva in Züge der Noordelijke Nevenlijnen (nördlichen Nebenstrecken) und umgekehrt, da die dort installierte Technik noch nicht mit Umstiegen innerhalb dieser Zeit zurechtkommt.
Eine längere Umsteigezeit bzw. ein Umstieg später als 35 Minuten nach Einchecken (auch als Folge von Verspätungen und verpassten Anschlüssen) werden als zwei getrennte Reisen betrachtet und sind aufgrund des dann jedes Mal gesondert berechneten Basistarifs teurer im Vergleich zur Zeit vor Einführung der OV-chipkaart.
Auf der anderen Seite ermöglicht die 35-Minuten-Regel „lange“ Umstiege. Wenn man z. B. von der Metro oder Tram in Amsterdam auscheckt, mit dem Zug nach Den Haag fährt und sich dort bei der HTM wieder eincheckt, so gilt die Fahrt zwischen Metro Amsterdam und HTM in Den Haag als Umstieg, sofern nicht mehr als 35 Minuten zwischen den Vorgängen liegen. Dass dabei zwischen Amsterdam und Den Haag bei der NS ein- und ausgecheckt wurde, ist dabei ohne Belang. Dies gilt allerdings ausschließlich für die oben genannte Konstellation, andere Verbindungen lassen den langen Umstieg innerhalb von 35 Minuten möglicherweise nicht zu, sofern eine andere Verkehrskategorie benutzt wird. (so z. B. ein Umstieg von Connexxion auf Qbuzz innerhalb der 35 Minuten, wenn in der Zwischenzeit noch eine Fahrt mit der NS getätigt wurde).
Aus diversen Erhebungen wird deutlich, dass viele Fahrgäste mit OV-chipkaart die Umsteigeregeln nicht gut kennen.
2011 wurde daher das Projekt „Routing, Signing and Branding“ (RSB) gestartet als Lösung für die Umsteigesituationen bei der Bahn. Fahrgäste werden mit Hilfe von RSB an den Umsteigestationen durch Hinweise entweder an Bord oder am Bahnsteig beim Umsteigen auf Verkehrsmittel eines anderen Unternehmens entsprechend begleitet. Alle Umsteigezonen (Zug/Zug und Zug/Metro) werden hierfür einheitlich gestaltet.
Im Juni 2011 wies die Commissie Meijdam (eine von der niederländischen Regierung eingesetzte Kommission zu Teilbereichen des OV-chipkaart-Systems (original Commissie Permanente Structuur en Dubbel Opstaptarief in de treinrailketen) unter Vorsitz des Politikers Henry Meijdam) darauf hin, dass das Ein- und Auschecken mit der OV-chipkaart für Fahrgäste, die Verkehrsmittel unterschiedlicher Betreiber nutzen, vereinfacht werden sollte.
In zwei bis drei Jahren muss ein System realisiert sein, das ein einfaches Ein- und Auschecken zwischen allen Verkehrsunternehmen ermöglicht. Es wird mit Kosten von 50 Millionen Euro für dieses System gerechnet. Die Fahrgäste werden an den Kosten zur Realisierung mit einem Beitrag von 0,03 Euro pro Fahrt beteiligt.
Als zeitliche begrenzte Zwischenlösung wurde eine Softwareanpassung vorgestellt, die innerhalb eines Jahres zum Einsatz kommen kann. Die Kosten hierfür betragen 2 Millionen Euro.

#### Technische Probleme
Beim Umsteigen vom Bus auf den Zug mit dem Easy Trip-betaalsysteem überprüft das System zuerst, ob ein Check-Out innerhalb der letzten 35 Minuten stattgefunden hat. Ist das der Fall, wertet das System den Vorgang als Umstieg mit der Folge, dass man auf Saldo fährt (ohne den Basistarif erneut zu bezahlen) und nicht, wie möglicherweise gewünscht, mit einem auf der Karte gebuchten Reiseprodukt, das vielleicht eine Ermäßigung erhält. Somit verfällt die Ermäßigung für die Weiterreise. Aufgrund des automatisierten Buchungsvorgangs des Check-Outs und des Check-Ins bleibt dieses Problem dem Fahrgast verborgen, besteht aber nur noch für eine gewisse Zeit.
Möchte man das Problem im Vorfeld vermeiden, empfiehlt sich der Einsatz einer zweiten OV-chipkaart für jeweils eins der Verkehrsmittel. Zu viel abgerechnetes Saldo kann entsprechend geltend gemacht werden. Bahnen, bei denen das degressive Tarifsystem zum Einsatz kommt, kennen dieses Problem nicht.

### Anti-passback-Zeit
In den Kartenlesern ist eine sogenannte Anti-Passback-Zeit integriert. Ein dem Auschecken unmittelbar folgendes Einchecken ist nicht möglich, ebenso umgekehrt nicht. Das Gerät reagiert dann mit einer Blockade (rote Signalleuchte und akustisches Signal). Dieser Mechanismus dient als Sicherheit gegen versehentliches, mehrmaliges Vorhalten der Karte vor ein oder mehrere Geräte.
Die Kartenleser an den Stelen der NS und von Connexxion besitzen eine Totzeit (für dieselbe Chipkarte) von zwei bis drei Minuten. Das System rechnet dabei in ganzen Minuten. Wird die Karte beispielsweise um 12:34:56 Uhr vor das Gerät gehalten, ist der nächste Buchungsvorgang um 12:37:00 Uhr möglich. An Personensperren existiert keine Totzeit.
An den Haltestellen der Arriva beträgt die Totzeit eine Minute. Bei den Geräten der Utrechter Schnelltram drei Minuten.
Beim Ein- und Auschecken in Fahrzeugen der HTM existiert nur eine verschwindend geringe Totzeit. Die Geräte der meisten Überlandbusse gewähren eine Totzeit von einer Minute, um zu verhindern, dass Fahrgäste sich versehentlich sofort wieder auschecken.

### Passierschein (Passage-recht)
Mit einem (virtuellen) Passierschein kann ein Karteninhaber sich eine bestimmte Zeit (sog. free exit duration) auf durch Personensperren gesicherten Bahnhöfen und Haltestellen aufhalten ohne selbst eine Fahrt anzutreten, um beispielsweise eine andere Person zu verabschieden oder abzuholen, um einzukaufen, Geschäfte aufzusuchen oder den Bahnhof zu durchqueren um die gegenüberliegende Seite zu erreichen.
Der Passierschein erfordert eine OV-chipkaart. Für die Benutzung von Einrichtungen der NS ist zudem ein auf die Karte geladenes minimales Guthaben von sechs bzw. 16 Euro Voraussetzung, ausgenommen sind Dauerabonnements für freies Reisen, etwa Netzkarten oder Streckenabos (altijd-vrij-reizen abonnement). Existieren an einer Station keine Personensperren, so ist der Passierschein nur für die Teilbereiche notwendig, in denen der Fahrgast eine gültige Fahrkarte besitzen muss, wie den Bahnsteigen. Diese Vorgehensweise dient ferner als eine Art Annullierungsregelung, wenn der Fahrgast entgegen seinem ursprünglichen Beschluss doch nicht oder noch nicht beziehungsweise mit einem anderen Verkehrsmittel reisen möchte oder sich versehentlich beim falschen Beförderungserbringer eingecheckt hat.
Zurzeit befindet sich eine Variante des Passierscheins in Entwicklung, die kostenlos auf die Chipkaart geladen werden kann.
Bei der GVB und der RET beträgt die free exit duration 20 Minuten, danach ist bei der GVB der Einstiegstarif von vier Euro fällig, bei der RET nur der Basistarif. Bei der NS beträgt die Zeit 60 Minuten, danach muss ebenfalls der Einstiegstarif gezahlt werden.
Die zeitliche Beschränkung des Passierrechts auf die free exit duration beugt einem Missbrauch des Systems vor. So könnte bei unbeschränkter Aufenthaltsdauer ein Fahrgast am Startpunkt mit Karte A einchecken und an der Zielstation nicht auschecken. Auf der Rückreise wird anschließend mit Karte B eingecheckt und -am Ausgangspunkt wieder angekommen- mit beiden Karten ausgecheckt, so dass die Reise nur einmal bezahlt wird. Durch die Beschränkung wird beim Auschecken der Karte A dann der Einstiegstarif fällig.

### Erstattung bei Fehlern
Infolge von Fehlern können Reisekosten im Chipkartensystem mitunter höher oder niedriger ausfallen als der tatsächliche Fahrpreis. Die kann beispielsweise durch Versehen des Karteninhabers selbst verursacht werden (Karte wird vor den falschen Kartenleser gehalten, Ablauf des Passierscheins), oder durch defekte Geräte Verfall von Umsteigeermäßigungen durch Verspätungen oder ungenaue GPS-Daten, wodurch die Positionen von Haltestellen nicht mehr korrekt berechnet werden.
Bei einigen Verkehrsunternehmen wird der Basistarif bei unmittelbar aufeinanderfolgendem Check-In/Check-Out auch dann abgerechnet, wenn das Verkehrsmittel noch keine Fahrstrecke zurückgelegt hat. Bei der Utrechter Schnelltram gilt dies nicht nur für Lesegeräte im Fahrzeug, sondern auch für die Geräte auf den Bahnsteigen. Extrakosten entstehen zum Beispiel dann dadurch, dass man an der Haltestelle eincheckt, ein Verkehrsmittel jedoch Verspätung hat und man sich danach entschließt, doch nicht zu reisen. Sie können vermieden werden, indem man erst bei Ankunft des Verkehrsmittels an der Haltestelle eincheckt. (Dies trifft nicht zu, wenn man anschließend mit einem anderen Stadt-/Regionalbeförderer oder mit einem Zug von Veolia oder Syntus fahren wird bzw. dies gerade getan hat.)
In einigen Fällen kann zu viel abgebuchtes Saldo teilweise rückerstattet werden, und zwar wenn:
- das maximale Zeitlimit für das Auschecken aus einem Zug verstrichen ist (siehe regels in- en uitchecken bij reizen met de trein).
- Auschecken vergessen an einem Kartenleser im Fahrzeug. Dies kann nicht mehr nachgeholt werden wenn das Fahrzeug bereits wieder angefahren ist.

In diesen zwei Fällen wird die Transaktion als nicht abgeschlossen gewertet und der Einstiegstarif berechnet. Wenn dies zu oft geschieht, kann die Karte blockiert werden.
Voraussetzung für eine Rückerstattung ist ein entsprechend ausgefülltes Formular. Mitunter ist dies beim Fahrer erhältlich, oder es muss via Internet ausgefüllt und abgeschickt werden. Der Fahrgast erhält meistens den Einstiegstarif abzüglich des minimalen Fahrpreises zurück. Eine zu häufige Inanspruchnahme dieser Regelung führt jedoch zu einem Ausschluss. Rückerstattungsvorschriften für anonyme Chipkarten existieren nicht.
Einige Verkehrsunternehmen erlauben vorläufig auch noch die Barauszahlung bei der Rückerstattung, siehe hierzu die externen Links: ov-chip, Auschecken-Vergessen sowie Auschecken und Erinnerung Auschecken
Ein unterlassenes Check-In wird als Schwarzfahren gewertet, das bei Kontrolle mit einer entsprechenden Geldbuße geahndet wird, dies gilt auch für Inhaber eines Abonnements im Gegensatz zur Zeit vor der Einführung der Chipkaart. Hier konnte ein Abonnementinhaber seine Fahrkarte nachträglich am Schalter vorlegen und bekam die Geldbuße zurückerstattet.
Durch vergessenes Auschecken entsteht den Fahrgästen pro Jahr insgesamt ein Verlust im Millionenbereich. Allein bei der GVB in Amsterdam kommt dies etwa 100.000-mal pro Monat vor.
Da die Mehrzahl der Fahrgäste keine Rückerstattung einfordert, entstehen den Verkehrsunternehmen hierdurch große Gewinne. Der niederländische Fahrgastverband Reizigers openbaar vervoer ROVER setzte sich im August 2010 für eine landesweite Vereinheitlichung sowie Vereinfachung und Verkürzung der Rückerstattungsprozedur ein.
Nachdem ROVER bereits Klagen angestrengt hatte, wird nun das Unternehmen Connexxion 2011 den Service um die OV-chipkaart verbessern. Die Klagen bezogen sich insbesondere auf unzuverlässige Chipkartengeräte und die umständliche Prozedur zur Rückerstattung fehlerhaft abgebuchter Salden.
Am 19. April 2011 wurde ein Antrag dem Parlament der Zweiten Kammer angenommen, der vorsieht, dass die Gewinne durch nicht rückerstattetes Guthaben infolge vergessenen Auscheckens den Investitionen in den öffentlichen Verkehr zugutekommen. Die Verkehrsunternehmen dürfen diese Beträge nicht mehr als eigenen Gewinn behalten.
Des Weiteren wurde früher eine kostenlose iOS- und Android-App bereitgestellt, mit der die Rückerstattung von fehlerhaft abgebuchtem Saldo online beantragt werden konnte. Das Unternehmen der App druckte alle Anträge aus und sendete sie auf korrektem Wege an die betreffenden Verkehrsunternehmen. Inzwischen ist eine Rückerstattung direkt bei TLs unter Internetseite uitcheckgemist.nl möglich.

### Regelungen für Reisende aus Deutschland
Reisende des Fernverkehrs in die Niederlande erhalten mit dem Erwerb einer Fahrkarte zusätzlich einen QR-Code, welcher lediglich das Auschecken an der Durchgangssperre ermöglicht. Bei Einreisen mit der Linie RE 19 des Verkehrsverbundes Rhein-Ruhr erhalten Reisende, die keine Fahrkarte mit QR-Code oder als eTicket besitzen, gegen Vorlage des für die Fahrt gültigen Tickets eine sogenannte KeyCard.

## Reisen außerhalb der Niederlande

### Eisenbahn
Für internationale Bahnfahrten ist die OV-chipkaart nicht vorgesehen, hierfür ist nach wie vor eine herkömmliche Fahrkarte zu lösen. Einige Abonnements, sofern auf die Chipkaart geladen, können jedoch genutzt werden, eventuell mit ergänzender (ermäßigter) Fahrkarte in Papierform. Ein- und Auschecken ist auf internationalen Reisen nicht notwendig, auch nicht beim Umstieg. Bei einem Netzabo ist eine Anschlussfahrkarte ab Landesgrenze notwendig. Siehe auch reizen met de OV-chipkaart in de internationale trein.
Es gibt aber einige regionale Grenzstrecken wo die OV-chipkaart, sowie auf die Chipkaart geladene NS-Abonnements gültig sind:
- Auf die durch Arriva bediente Bahnstrecke Leer–Groningen sind an den Stationen in Weener und Leer Ein- und Auscheckgeräte sowie ein Kartenautomat der Noordelijke Nevenlijnen („nördlichen Nebenstrecken“) installiert. Der Fahrpreis für die Strecke Leer–Groningen mit einer OV-chipkaart plus Arriva-Ermäßigung ist günstiger als die Arriva-Fahrkarte in Papierform. Internationale Fahrkarten gelten auf der Strecke ebenfalls, sind aber nicht bei Arriva, sondern nur bei der NS und der DB erhältlich. Ferner können bei Arriva auch Einzelfahrscheine/Dagretour (Rückfahrt am selben Tag) sowie E-Tickets gekauft werden. Für Weiterreisen ab Leer gelten die Tarife der Deutschen Bahn bzw. des Landes Niedersachsen.
- Seit dem 27. Januar 2019 wird die Linie RE18 (LIMAX) zwischen Aachen und Maastricht betrieben. Für diese Verbindung wurden auch OV-chipkaart-Leser in den deutschen Bahnhöfen Herzogenrath, Aachen West und Aachen Hbf aufgestellt. Auf der Linie RE18 sind OV Abonnements auch auf deutscher Seite der Grenze gültig, so dass je nach Abonnement keine zusätzlichen Kosten an der Endstation Aachen Hbf entstehen.
- Auf der Bahnstrecke Enschede–Gronau ist die OV-chipkaart gültig bis Gronau seit August 2021, wo auch ein OV-chipkaart-Leser steht.
- Seit dem 23. Juni 2022 ist es möglich, mit der OV-chipkaart bis nach Emmerich (RE 19) zu fahren. Dafür wurden in den Bahnhöfen Emmerich-Elten, Emmerich und Praest OV-chipkaart-Leser sowie Bezahlterminals aufgestellt. Grund dafür ist u. a., dass der praktischste Reiseweg von ’s-Heerenberg oder Megchelen nach Arnhem oft über einen dieser Bahnhöfe führt.

### Buslinien
Grundsätzlich kommt auf grenzüberschreitenden Buslinien, auf denen vorher die Strippenkaart akzeptiert wurde, auch das OV-Chipkartensystem zum Einsatz. Für die niederländischen Verkehrsunternehmen ist dies kein Problem, die ausländischen Unternehmen sind jedoch nicht immer bereit, die teure Chipkartentechnik in einen Teil ihrer Busse ohne finanzielle Beteiligung der Niederlande zu installieren.
ASEAG
Gültig:
- Linie 44 Heerlen Station NS – Aachen(D) Hauptbahnhof – wird gemeinsam mit Veolia Transport betrieben. In den deutschen Bussen ist gegen Vorlage der OV-chipkaart eine Fahrkarte in Papierform erhältlich, ebenso Altersermäßigung bei der persönlichen Chipkarte in Verbindung mit einem Personalausweis.

Nicht gültig:
- Linie 25 Vaals Heuvel – Stolberg-Atsch Dreieck (D)
- Linie 33 Vaals Flats – Aachen – Fuchserde (Waldfriedhof Nord) (D)
- Linie 34 Kerkrade Busstation – Aachen-Brand (D)
- Linie N2 Ringlinie Aachen (D) Elisenbrunnen – Gracht
- Linie N4 Ringlinie Aachen (D) Elisenbrunnen – Vaals

Niederrheinische Verkehrsbetriebe (Deutschland)
Gültig
- Linie 58 Emmerich (D) Bahnhof – Nijmegen Centraal Station
- Linie 929 Venlo Station NS – Duisburg Hbf Osteingang

Die OV-chipkaart ist auf beiden Linien gültig, der Kilometertarif ist allerdings wesentlich teurer. Ein Kartenleser ist am Platz des Fahrzeugführers installiert, dadurch müssen Benutzer der Chipkaart sowohl zum Ein- als auch Auschecken am Busfahrer vorbei. Das Abbuchen des korrekten Fahrpreises ist relativ oft fehlerhaft, auch müssen Fahrgäste beim immer noch vorkommenden Ausfall der Geräte im Bus eine nicht unerheblich teurere Fahrkarte kaufen.
Nicht gültig
- Linie 60 Millingen Centrum – Kleve (D) Bahnhof
- Linie 91 Emmerich (D) Bahnhof – ’s-Heerenberg Molenpoort

Regionalverkehr Münsterland (Deutschland)
- Auf den Linien B7, T10, T55 und R71 von Winterswijk ist die OV-chipkaart nicht gültig.

Levelink (Deutschland)
- Auf der Levelink-lijn 60/922 von Emmen nach Meppen galt der deutsche Tarif mit einer normalen Fahrkarte. Diese Verbindung wurde zum Jahreswechsel 2022/2023 beendet.[81]

Weser-Ems Bus (Deutschland)
- Auf der WEB-Linie 620 im Auftrag der DB Regio von Nieuweschans nach Leer gilt der deutsche Tarif mit einer normalen Fahrkarte.

De Lijn (Belgien)
Die niederländische Konzessionsvergabestelle in Maastricht ist mit der belgischen De Lijn übereingekommen, das OV-chipkaart-System in deren Bussen einzuführen. Chipkartenleser sind nicht vorgesehen, bei Vorlage der Karte kann ein je – nach Situation ermäßigter -Einzelfahrschein zum Kilometertarif des OV-Chipkartensystems gelöst werden. Diese Regelung gilt für Fahrten innerhalb Maastrichts, bei grenzüberschreitenden Fahrten sind allein die regulären Fahrscheine von De Lijn gültig.
Anzumerken ist, dass bei im Voraus erworbenen Fahrscheinen von De Lijn eine Fahrt innerhalb Maastrichts oft günstiger ist als mit OV-chipkaart. In den Niederlanden existieren allerdings keine Vorverkaufsstellen von De Lijn.
Auf den übrigen grenzüberschreitenden Buslinien von De Lijn, 480 von Reusel, 460 von Baarle, 450 von Tilburg und 22, 42 und 43 von Hulst gilt allein der Tarif von De Lijn in Form von Fahrscheinen mit integriertem Magnetstreifen.
TEC/SADAR (Belgien)
Auf den Linien der TEC, 78 Maastricht – Lüttich und 396 Vaals – Eupen gilt der Tarif der TEC mit Fahrscheinen mit integrierter Magnetkarte. Auf der Linie 78 ist innerhalb Maastrichts eine besondere Regelung mit niederländischem Tarif in Kraft.
Veolia (Niederlande)
Auf den Linien 44 Heerlen-Aachen und 50 Maastricht-Aachen wurde ebenfalls die OV-chipkaart eingeführt. Durch die massive Weigerung der Fahrgäste, von Deutschland aus eine OV-chipkaart zu benutzen, was zunächst einen erheblichen Fahrgastrückgang zur Folge hatte, sah sich Veolia in Zusammenarbeit mit den Verkehrsverbünden gezwungen, ergänzend zur Chipkaart wieder normale Fahrscheine zum Preis von acht Euro einzuführen. Im gesamten Gebiet der Euregio-Maas-Rhein ist darüber hinaus das Euregio-Ticket zum Preis von 18,50 Euro nach wie vor uneingeschränkt gültig.
Auf der Linie 42 Bresekens–Brugge ist die OV-chipkaart insbesondere für internationale Fahrten nur in niederländischen Bussen verfügbar. Busse von De Lijn sind nicht mit Chipkartenlesern ausgestattet, was hier zur Folge hat, dass auch für Fahrten innerhalb der Niederlande eine extra Fahrkarte in Papierform gelöst werden muss.
Auf der niederländischen Linie 19 Hulst–Antwerpen–Breda war auch schon die Strippenkaart für Fahrten mit Zu- oder Ausstieg in Antwerpen (einziger internationaler Halt) nicht gültig. Hierfür musste eine eigene Fahrkarte gelöst werden, die darüber hinaus auch teurer war als eine Fahrt für die Gesamtstrecke Breda-Hulst, auf der die Strippenkaart einsetzbar war. Dieselbe Situation gilt auch für die OV-chipkaart, auch sie ist auf der Gesamtstrecke ohne internationalen Zu- oder Ausstieg gültig.
Des Weiteren gilt die Chipkaart auf den folgenden Buslinien: 30 Kerkrade–Herzogenrath, 145 Breda–Meersel Dreef, 6 Terneuzen–Zelzate, 12 Oostburg–Maldegem sowie auf der in den Sommermonaten bedienten Linie 14 Bresekens–Knokke.
Connexxion (Niederlande)
Auf der Connexxion-Linie 20 Goes – Gent (Betrieb nur samstags und sonntags) ist die OV-chipkaart gültig.

## OV-chipkaart als Zahlungsmittel, Carsharing und OV-fiets
Zahlungsmittel (Betaalpas)
Die technischen Voraussetzungen um die Chipkaart als Zahlungsmittel beispielsweise in Supermärkten und Horeca-Einrichtungen im Bahnhof zu nutzen, sind bereits gegeben. In Amersfoort lief zwischen Januar 2011 und April 2011 eine erste Versuchsreihe, bei der ausgewählte Karteninhaber die Chipkarte als Zahlungsmittel einsetzen konnten. Eine generelle Einführung bedarf allerdings erst der Zustimmung der niederländischen Zentralbank als Aufsichtsbehörde über das niederländische Bankwesen. Die Berechtigung des Einsatzes als Zahlungsmittel für ausländische Karteninhaber ist hierbei noch nicht geklärt.

### OV-fiets
Auch Fahrräder des OV-fiets-Systems können nun mit dem Chip der persönlichen registrierten OV-chipkaart angemietet werden. Der Chip ersetzt dabei die bisherige Eingabe des Barcodes auf der Rückseite der Karte.
Die NS-BusinessCard wird in Zukunft das OV-fiets-Abo standardmäßig integrieren.

### Carsharing
Darüber hinaus ist die Nutzung von Mietwagen des Carsharing-Partner der Bahn mit der OV-chipkaart möglich, wenn diese dafür freigeschaltet wurde.

## Transaktionsübersicht
Mit der Transaktionsübersicht verfügt der Fahrgast über ein Logbuch aller getätigten Reisen und der damit verbundenen Kosten. Dies kann z. B. für Steuererklärungen hilfreich sein.
Aufgrund der Gesetzgebung zum Datenschutz in den Niederlanden muss die Aufstellung der Transaktionsübersichten mit einem aktiven Einverständnis (Checkbox etc.) bestätigt werden. Wird dies nicht ausgeführt, kann man keine Transaktionsübersicht abfragen, auch nicht offline oder per Telefon. Bei Unstimmigkeiten oder Beschwerden bezüglich einer Fahrt können die Reisedaten in Bezug zu den persönlichen Daten des Karteninhabers gesetzt werden.
Transaktionen können bei persönlicher Chipkaart im Internet abgerufen werden, oder an einem Automaten von der Karten gelesen werden. Normalerweise steht jede Transaktion mindestens entweder auf der Karte oder ist im Internet verfügbar. Da die Übertragung in die Online-Übersicht jedoch nicht in Echtzeit erfolgt, kann es bei sehr vielen getätigten Fahrten an einem Tag vorkommen, dass eine nicht zu NS gehörende Transaktion schon auf der Karte überschrieben wurde, aber noch nicht im Internet abrufbar ist. Es sind für die OV-chipkaart keine Kartenleser im Taschenformat verfügbar, so wie z. B. für das Chipknip-Verfahren existieren (z. B. das Modell Random Reader).

### Internet

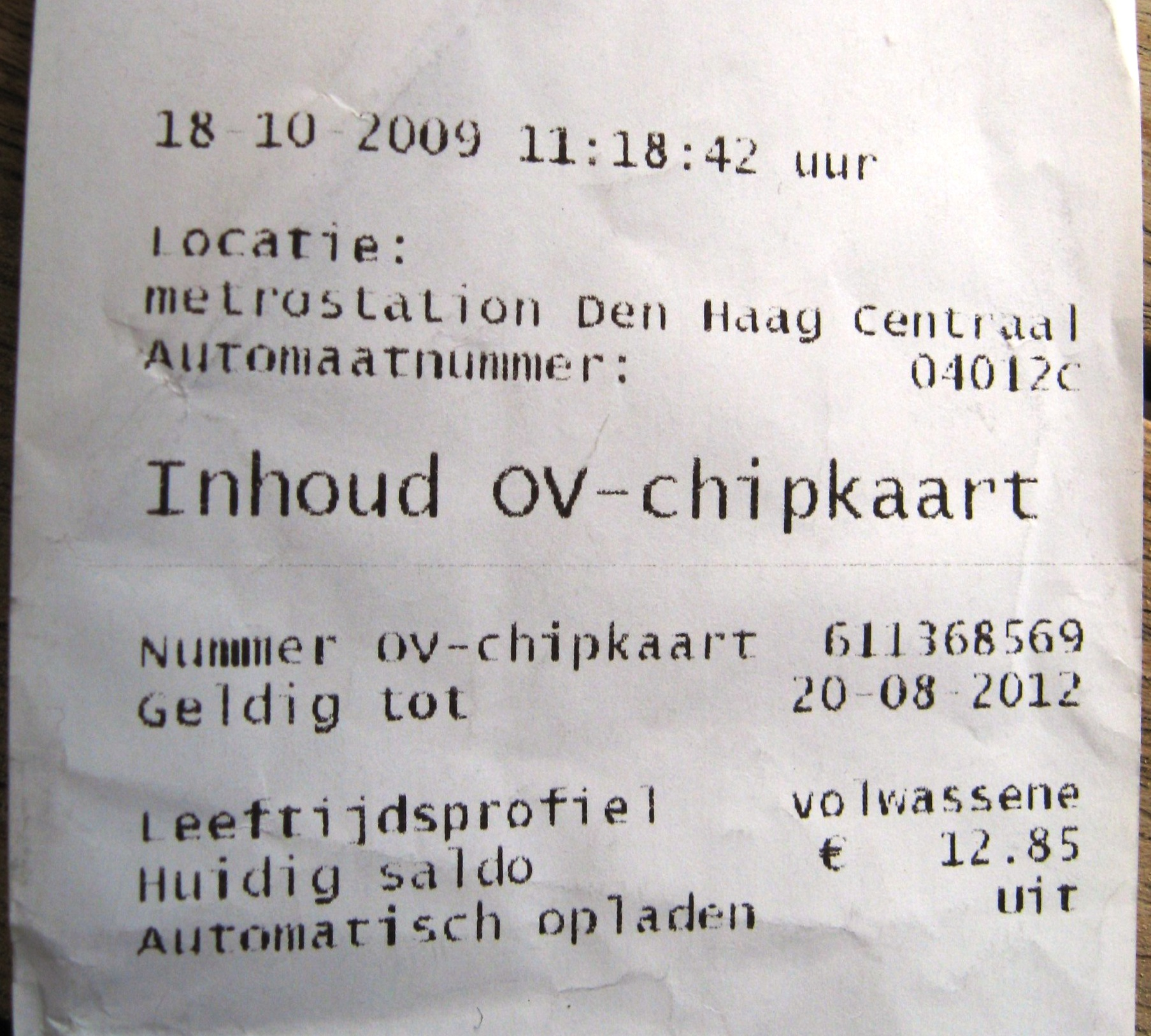
Ausgabe allgemeiner Daten der OV-chipkaart an einer RET-Aufladestation in Den Haag

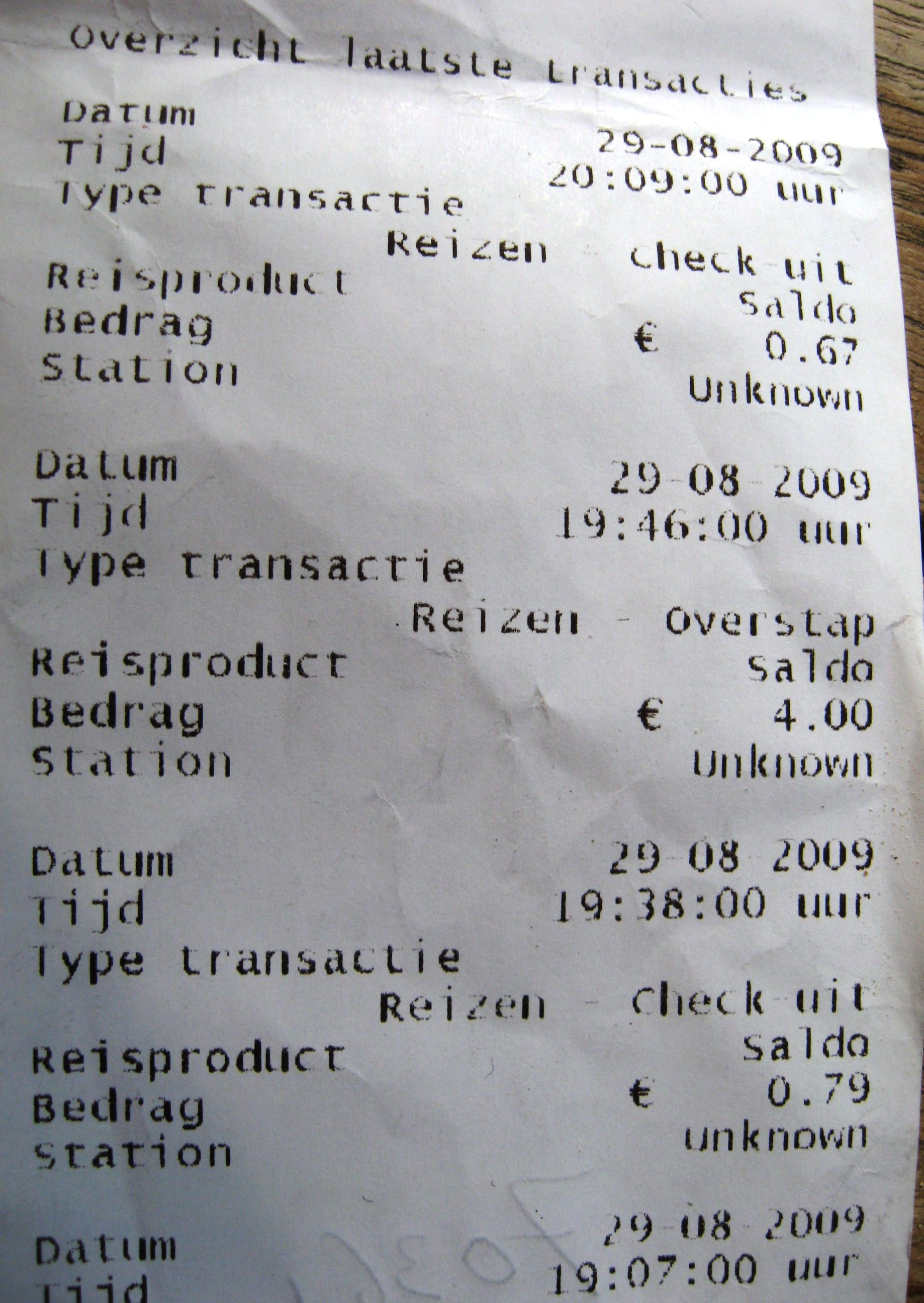
Ausgabe an einem RET-Automaten. Bei Nicht-RET-Reisen sind Abfahrt- und Ankunftsstation nicht genannt.

Nach Einloggen auf der Internetseite ov-chipkaart.nl kann die Transaktionsübersicht (Mijn transactieoverzicht) mit allen Transaktionen der letzten 18 Monate, mit allen benutzten Verkehrsmitteln und im Prinzip allen weiteren Gegebenheiten abgerufen werden. Allerdings sind nicht alle Daten direkt abrufbar. So müssen die Daten abhängig von den benutzen Verkehrsmitteln erst bearbeitet werden. Die Rohdaten werden zunächst von den Verkehrsunternehmen mit entsprechenden Begleitinformationen wie Haltestellennamen, Liniennummern etc. versehen. Dies nimmt in der Regel anderthalb Tage, maximal sieben Tage, in Anspruch. Das auf der Karte vorhandene Saldo muss daher nicht immer mit den aufgelisteten Fahrten übereinstimmen, während der Bearbeitung von Transaktionen kann das Saldo auf aktuellerem (geringeren) Stand sein, in dem schon Fahrten mit eingepreist sind, die in der Transaktionsübersicht noch fehlen. Für jede Fahrt sind der tatsächliche Fahrpreis, der Einstiegstarif sowie die Korrektur beim Auschecken aufgelistet, z. B. „Ritprijs € 0,94 (instaptarief € 4,00 – niet verreisd € 3,06)“.
Neben der HTML-Version der Online-Übersicht stehen die Daten auch im PDF und CSV-Format zur Verfügung, bei denen jedoch einige Informationen entfallen. Die letzten zwei Formate sind bei den meisten Verkehrsunternehmen noch mit einer Reihe von Mängeln behaftet. So fehlt bei der Haltestellenangabe Centraal Station oft die Angabe der Stadt. Dies muss dann anhand des Zielbahnhofs oder einem Anschluss mit einem anderen Verkehrsunternehmen zurückverfolgt worden. Bei Connexxion werden Stationsnamen mit „Unbekannt“ angegeben. Reist man bei Veolia mit einem Dal Vrij-Ticket (Freifahrt während der Nebenverkehrszeiten) oder einer Ermäßigung, wird in der Übersicht unter der Rubrik Reiseprodukt lediglich ein Hinweis „Vraag uw OV-bedrijf“ („Wenden Sie sich an Ihr Verkehrsunternehmen“) ausgegeben.
In der Rubrik Mijn NS auf der Webseite www.ns.nl der Nederlandse Spoorwegen können ausschließlich Transaktionen NS betreffend abgerufen werden. Die Daten sind in der Regel sehr schnell, innerhalb von Minuten bis 1 Stunde, verfügbar, inklusive der Auf- und Abbuchungen via NS, aber ohne Angabe des Saldos. Beim Einchecken in den Hauptverkehrszeiten wird die Nebenverkehrszeit-Ermäßigung (sofern gebucht) angeben, obschon die Ermäßigung zu dieser Zeit gar nicht greift.
Bei gelegentlichen Verbindungsstörungen zwischen Kartenleser und Zentrale werden die Daten am folgenden Tag übermittelt. Neben der HTML-Version sind bei der NS auch die Datenformate PDF und XML verfügbar. Suchanfragen werden nur auf die letzten 301 Transaktionen ausgeführt.
Bei ov-chipkaart.nl werden allein die Transaktionen seit Registrierung auf der Seite aufgelistet, bei Mijn NS auch ältere, sofern vorhanden.

### Automaten
An den Automaten kann das Saldo und ein Teil der auf der Karte gespeicherten Transaktionshistorie abgefragt und gelegentlich auch ausgedruckt werden. Es handelt sich dabei normalerweise um die letzten 10 Transaktionen, bei korrektem Check-In-Check-Out also um die letzten 5 Fahrten, oder sofern die Karte noch eingecheckt ist, um das älteste Check-Out, die letzten 4 Fahrten und das aktuellste Check-In sowie die letzten zwei Auflade-Transaktionen (Saldo oder Reiseprodukt bzw. Automatisches Aufladen). Jede Transaktion enthält ferner einen Zeitstempel, die Art der Transaktion (wobei ein Umstieg als Einchecken ohne Abrechnung des Basistarifs gewertet wird), die Kosten der Transaktion und den Namen der Haltestelle, sofern die Transaktion das Verkehrsunternehmen betrifft, mit dessen Automat die Karte gerade ausgelesen wird.
Bei der GVB und der RET wird der Name des Unternehmens nicht gelistet, die angezeigten Daten lassen nur implizit erkennen, ob die Transaktion mit dem Verkehrsunternehmen in Zusammenhang steht, an dessen Gerät die Karte gerade ausgelesen wird.
Automaten nach Verkehrsunternehmen:
- NS: An den Bahnhöfen sind mindestens ein oder mehrere Chipkaart-Automaten (TVM) vorhanden, auch an vielen Stationen, die nicht durch die NS bedient werden; manchmal besitzen sie jedoch keine OV-Chipkarten-Funktionalität wie z. B. in Ede Centrum. Transaktionslisten können nicht ausgedruckt werden. Der Einstiegstarif wird in Klammern angezeigt. Nach Einchecken mit einer Nebenverkehrszeit-Ermäßigung ist nicht zu sehen, welche Ermäßigung (0 %, 20 %, 40 % oder 100 %) gewährt wird. Dies kann nur aus der aktuellen Zeit abgeleitet werden. Check-Ins vom Typ „Umstieg“ werden nicht gelistet, daher stehen in der Regel weniger als zwölf Transaktionen auf dem Display.
- Arriva: TVM.
- GVB: Verkaufs- und Aufladeautomat (VOA) an allen Metrostationen, die Transaktionsübersicht kann auch ausgedruckt werden.[87]
- RET: Automat „verkoop en opladen“ (Verkauf und Aufladen) an allen Metrostationen, Transaktionsübersicht kann ausgedruckt werden.

GVB und RET listen mit Zeitstempel, allerdings stets genullte, Sekunden. RET zeigt bei Check-Ins den Einstiegstarif an, GVB nicht. Beide informieren beim Check-Out über die realen Kosten der Fahrt.
Die Transaktionen können auch an einem AVM abgerufen werden, jedoch nicht an einem AVM Light.
Der AVM besitzt ein Display auf dem jeweils nur eine Transaktion zur gleichen Zeit angezeigt werden kann. Jede Aufladetransaktion kann separat ausgedruckt werden. Weiterhin kann pro Reise ein Ausdruck angefertigt werden, der wahlweise nur die Check-Ins, nur die Check-Outs oder beide Vorgänge enthält. Es wird allerdings nur der Gesamt(saldo)preis einer Fahrt ausgegeben. Bahnhöfe und Haltestellen werden nicht angezeigt, es ist unterschiedlich ob ein Zeitstempel für das Einchecken gedruckt wird oder nicht, oder ob eine Fahrt vom Typ Umstieg angezeigt wird oder nicht (dies wird allerdings dadurch ersichtlich, dass der angezeigte Betrag geringer ist als der Einstiegstarif). Das Verkehrsunternehmen wird nicht im Display angezeigt, wohl aber auf dem Ausdruck. Ist das Papiermagazin aufgebraucht, wird keine Fehlermeldung ausgegeben, aber die Druckoption wird nicht mehr im Menü angezeigt.
Es sind auch einfache Saldoleser ohne Auswahlmenüs in Betrieb. Dem Benutzer wird zuerst das Saldo der Karte angezeigt, danach die fünf letzten getätigten Fahrten.

### Mobil
Sowohl für Android- als auch iOS-Tablets und Smartphones stehen kostenlose Apps zur Verfügung, mit denen das Saldo und die letzten Transaktionen abgefragt werden können, die Aktualisierung der Daten erfolgt wie im Internet verzögert.

## Gesetzliche Rahmenbedingungen
Das niederländische Personenverkehrsgesetz (Wet personenvervoer 2000) regelt unter anderem die regionale Tariffreiheit.
Der niederländische Erlass 'Personenverkehr 2000' definiert in Artikel 1 einen elektronisch vervoerbewijs (Elektronischer Fahrausweis) als eine Fahrtberechtigung, mit der sich der Reisende nach elektronischer Registrierung einen berechtigten Zugang zum öffentlichen Verkehr verschaffen kann.
Der Artikel 42 Absatz 2b schreibt vor, dass der Fahrgast im Besitz einer gültigen elektronischen Fahrtberechtigung sein muss. Die Bedingung für die Gültigkeit ist die elektronische Registrierung des Abfahrtsortes. Damit ist selbst ein Abonnement an sich noch keine elektronische Fahrtberechtigung, sondern wird erst durch Einchecken gültig. Auch dem Inhaber eines Abonnements droht damit eine Geldbuße, wenn er vor Antritt der Fahrt nicht ordnungsgemäß eincheckt.